# Ursula Stock
Ursula Stock (Stoccarda, 28 luglio 1937) è una scultrice, pittrice e disegnatrice tedesca.
Agli inizi della carriera si è dedicata soprattutto alla pittura, accostandosi prima all'astrattismo e poi al surrealismo, per approdare alla scultura ed alla creazione di mobili ed oggetti ornamentali, coerentemente con quella che diversi critici considerano una caratteristica tipica delle surrealiste: l'interdisciplinarità.

## Biografia
È l'unica figlia del commerciante Carl Stock (1907-1943) e di Gertrud Harsch Stock.
Al termine della scuola dell'obbligo studiò lettere e scienze sociali presso le Università di Monaco di Baviera dal 1957 al 1960 e di Amburgo dal 1960 al 1961. In seguito studiò pittura per tre anni presso la Scuola d'arte di Amburgo con la guida dei pittori Klaus Bendixen (1924-2003), Hans Thiemann (1910-1977), Richard Lindner (1901-1978) e dello scultore ed incisore Eduardo Paolozzi (1924-2005).
All'inizio degli anni sessanta soggiornò in Egitto (1960), Turchia (1962) e Messico (1963-1964), e questi viaggi le consentirono di allargare i propri orizzonti artistici.
Fino al 1967 visse ad Amburgo, quindi un paio d'anni a Darmstadt per tornare a Stoccarda nel 1969, dove iniziò la sua carriera di pittrice, disegnatrice e scultrice.
Nel 1977 iniziò la collaborazione con l'architetto Heinz Rall (1920-2006), l'urbanista che costituì la forza trainante per il risanamento del centro storico di Güglingen e con il quale Ursula Stock prese parte alla riorganizzazione artistica di piazze e di edifici. Insieme curarono anche numerose pubblicazioni, in alcune delle quali l'architetto si firma con il secondo nome Rico. Nel 1987 la coppia elesse il proprio domicilio presso l'appartamento-studio che Rall aveva progettato a Güglingen in Stockheimer Straße 47.
Ursula Stock era stata sposata dal 1961 al 1968 con Peter Tschohl (1935-2007), etnologo e studioso della storia americana; nel 1999 convolò a seconde nozze con Heinz Rall, a lungo suo compagno fino alla morte di lui, avvenuta nel 2006 all'età di 86 anni.
Ursula Stock può vantare l'appartenenza ad alcune associazioni e fondazioni artistiche come la Künstlerbund e la Kunststiftung del Baden-Württemberg, oltre alla Galerie Kunsthöfle di Stoccarda-Bad Cannstatt.

## Attività artistica
Ursula Stock si fece inizialmente conoscere attraverso l'esposizione di numerose opere negli spazi aperti della Germania sudoccidentale.
Occasionalmente compone anche poesie, la maggior parte delle quali rappresenta un contorno alla sua opera pittorica. Nel 1988 scrisse una breve autobiografia umoristica in versi, riportata anche nella Home page del suo sito web.
La sua produzione artistica può essere suddivisa in periodi differenti.

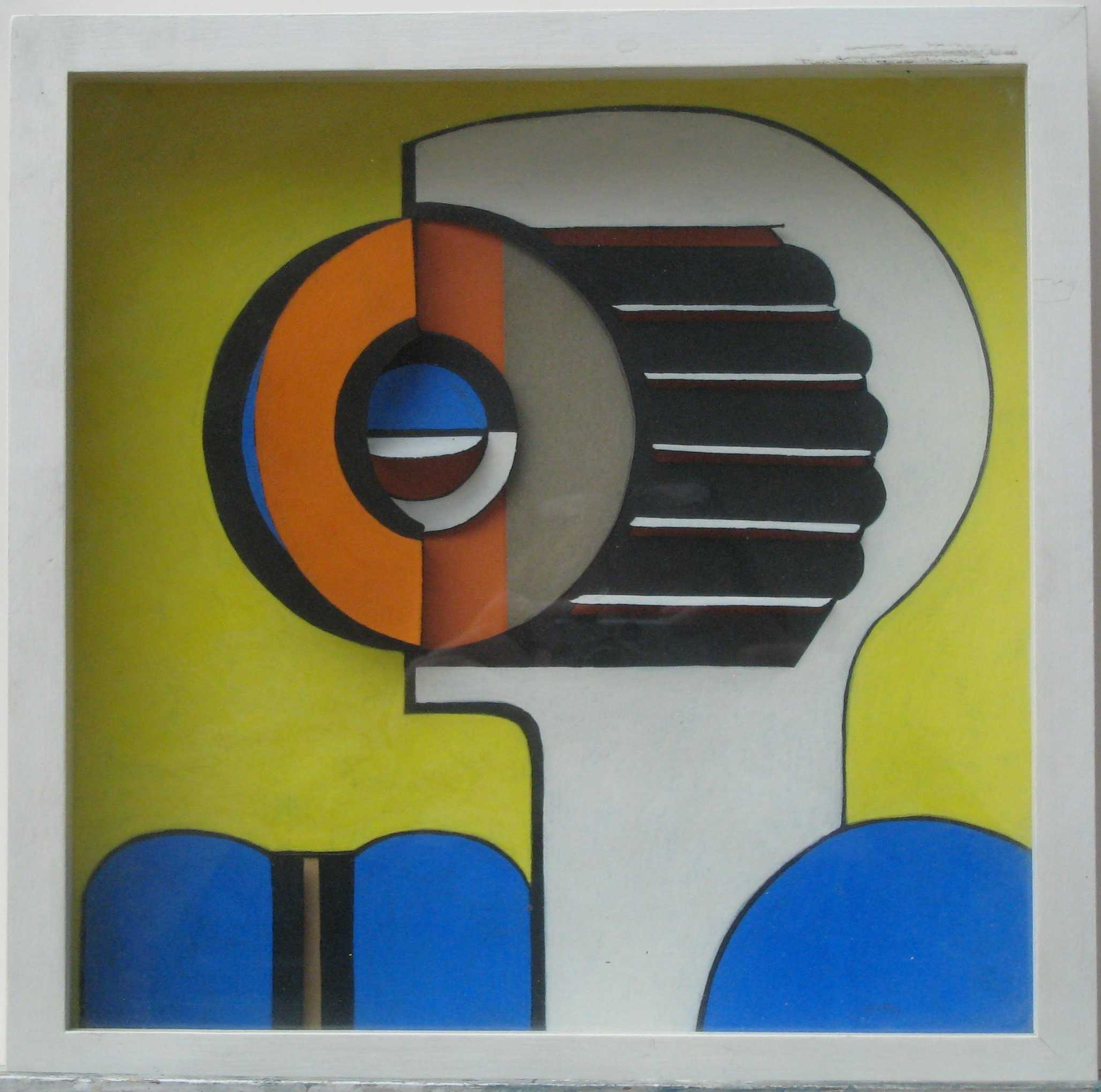
Raumschnitt, 1971

### Periodo astratto

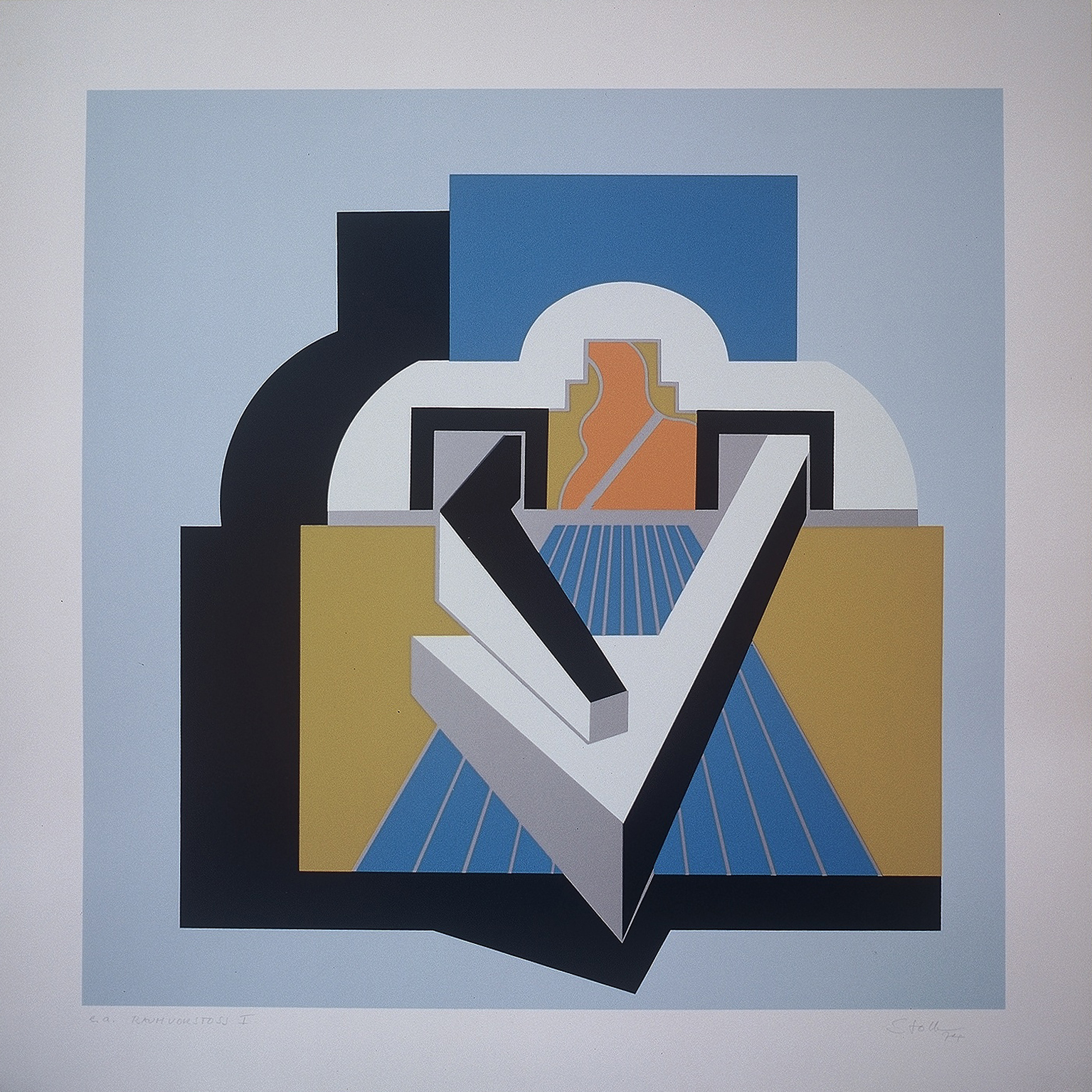
Raumvorstoß I, 1972

Agli inizi della sua carriera, verso la fine degli anni sessanta Ursula Stock divenne nota per i suoi Raumschnitte tridimensionali, ossia "quadri come palcoscenici raffiguranti interni onirici contenenti ulteriori spazi, all'interno dei quali sono inseriti monumenti possenti".
I Raumschnitte trovarono ben presto l'equivalente bidimensionale nelle serigrafie degli anni 1971-1974, come ad esempio Raumvorstoß I, l'Avanzata dello spazio I, del 1972.
All'inizio degli anni settanta l'artista, "dimostrando precisione chirurgica nell'intaglio", creò rilievi in legno astratti, dipinti con colori vivaci, precisi, "a molteplici strati sovrapposti", per i quali si ispirò alle sculture precolombiane che aveva avuto modo di osservare nel corso di un viaggio di studio nell'America centrale, e che rappresentavano metafore animistiche delle moderne macchine.
Durante questo periodo Ursula Stock realizzò negli spazi aperti di Stoccarda una scultura e dei rilievi architettonici geometrico-astratti. Tale esperienza le consentirà qualche anno più tardi di lasciare un'impronta artistica personale in alcuni luoghi all'aperto nel centro di Güglingen.

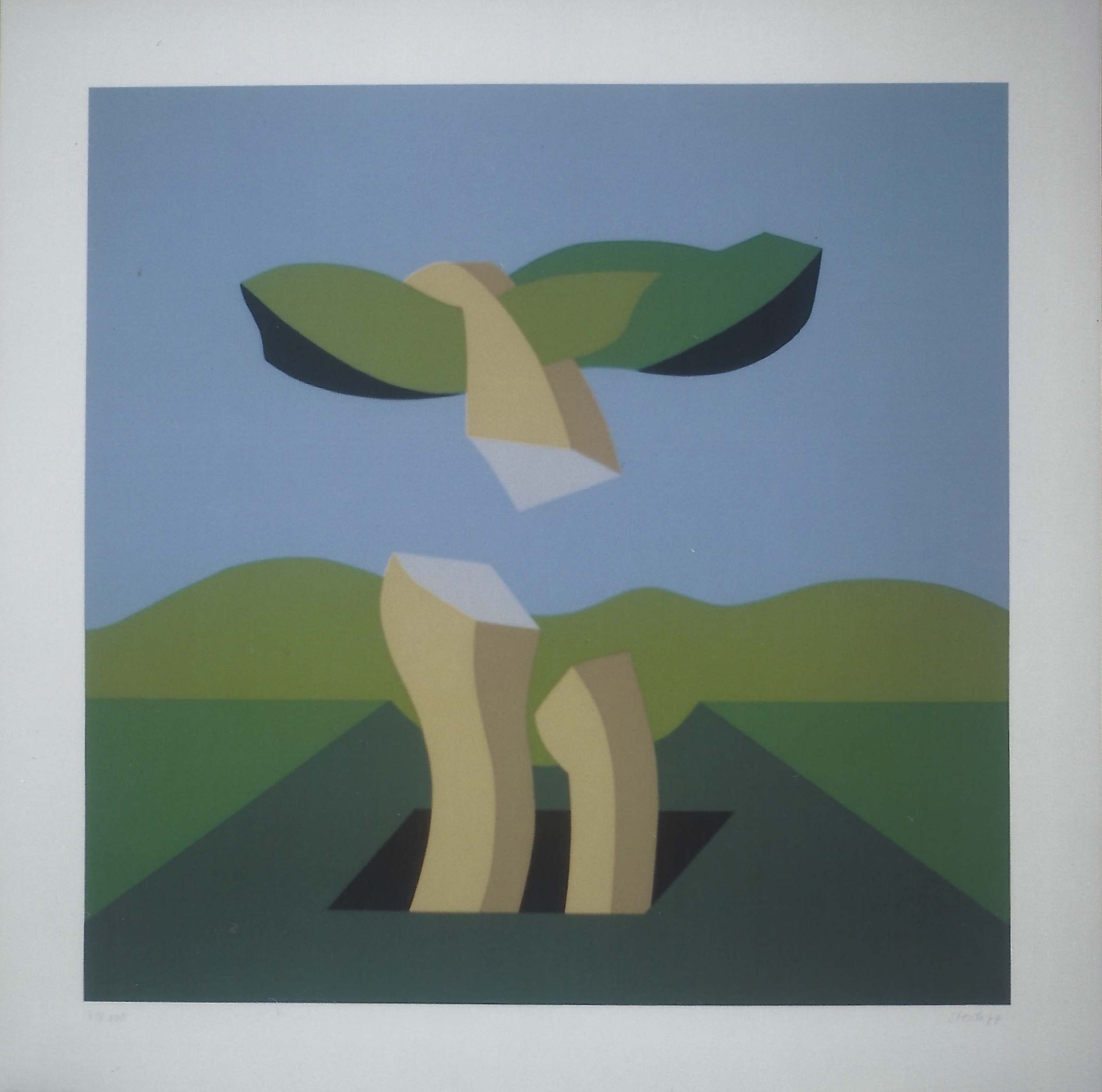
Irreale Landschaft, 1974

### Periodo surrealista

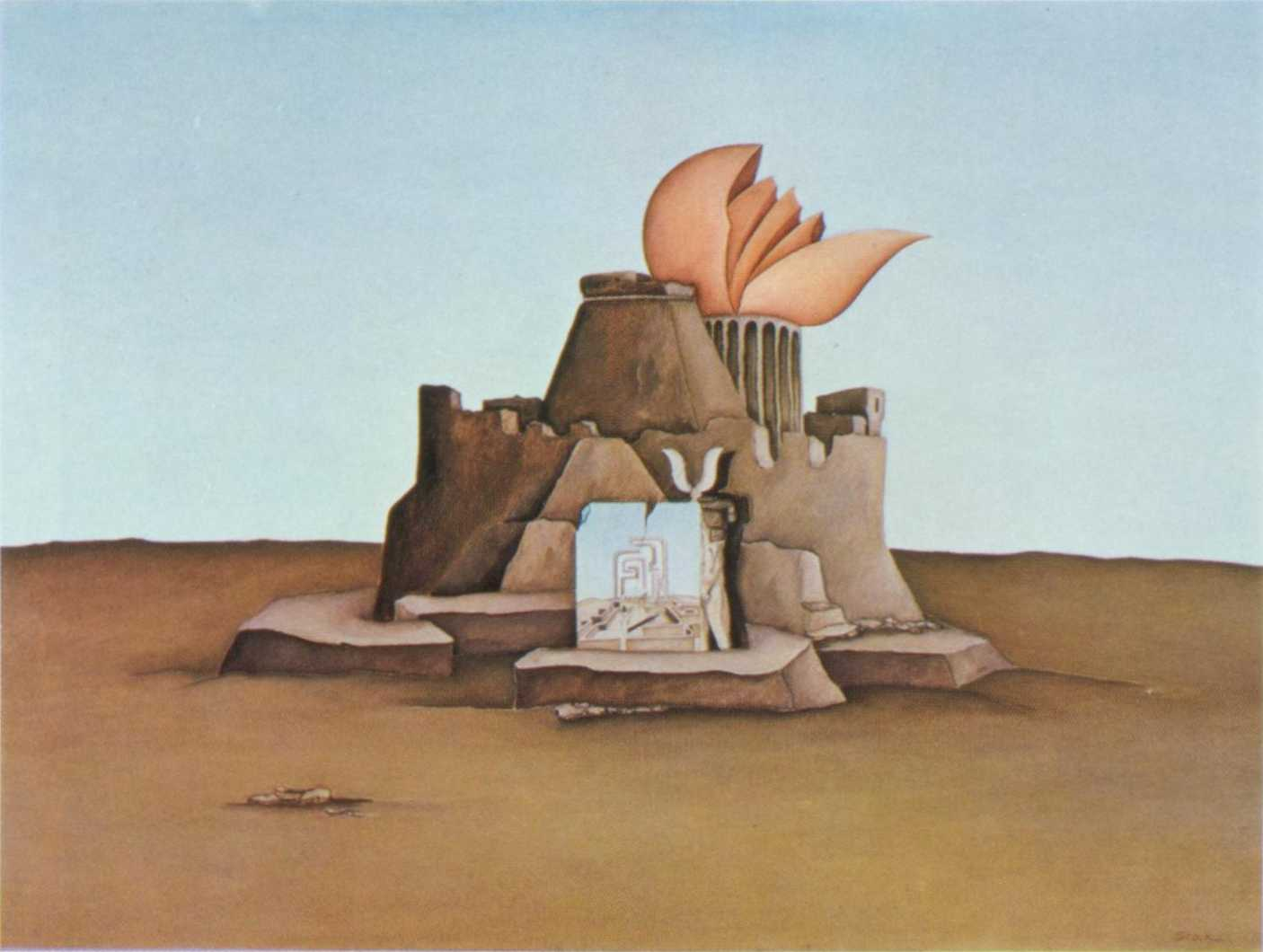
Minotaurus gegängelt, 1978

Negli anni settanta Ursula Stock si dedicò principalmente alla pittura. Senza distaccarsi inizialmente dall'astrattismo, come testimoniato dalla creazione di Raumvorstoß I e II, l'artista si avvicinò sempre più ad una "precisa concezione surrealista", dimostrata ad esempio nel Paesaggio irreale (Irreale Landschaft) del 1974 o nel Ciclo di Orfeo (Orpheus-Zyklus) del 1979.
Gli elementi scenici delle sue composizioni sono tratti dal mondo antico: statue spesso frantumate, busti, teste e maschere, templi e colonne, labirinti e rovine, come nel Minotauro domato (Minotaurus gegängelt) del 1978. Oltre a contenere oggetti inanimati, le sue tele talvolta si popolano di alberi, cespugli e foglie, generalmente alati; le figure umane compaiono di rado, pur venendo ritratte qua e là in maniera molto somigliante a manichini o esseri meccanici calati in paesaggi metafisici. In quanto simboli del divenire e dello scorrere del tempo, queste istantanee cristallizzate infondono allo spettatore spesso una sensazione di solitudine e minaccia. Ursula Stock è interessata ad imprigionare nella tela il movimento, come ella stessa una volta ha affermato: "I tratti distintivi di un paesaggio si trasformano in uno spazio simbolico soggettivo".

### Il punto di svolta: Güglingen
Nel 1977 Ursula Stock incontrò il futuro marito, l'architetto di Stoccarda Heinz Rall, insieme a cui fu responsabile del rimodernamento del centro storico della città di Güglingen, lavoro che venne molto apprezzato. 
La sensibilità raffinata della città rese possibile a molti artisti nel corso dell'anno successivo di conferire un'impronta al comune ed agli edifici attraverso le loro opere. Per Ursula Stock il rapporto con Güglingen rappresentò un punto di svolta in quanto ella trovò un ricco potenziale per la propria attività artistica nell'ambito del risanamento del centro storico.

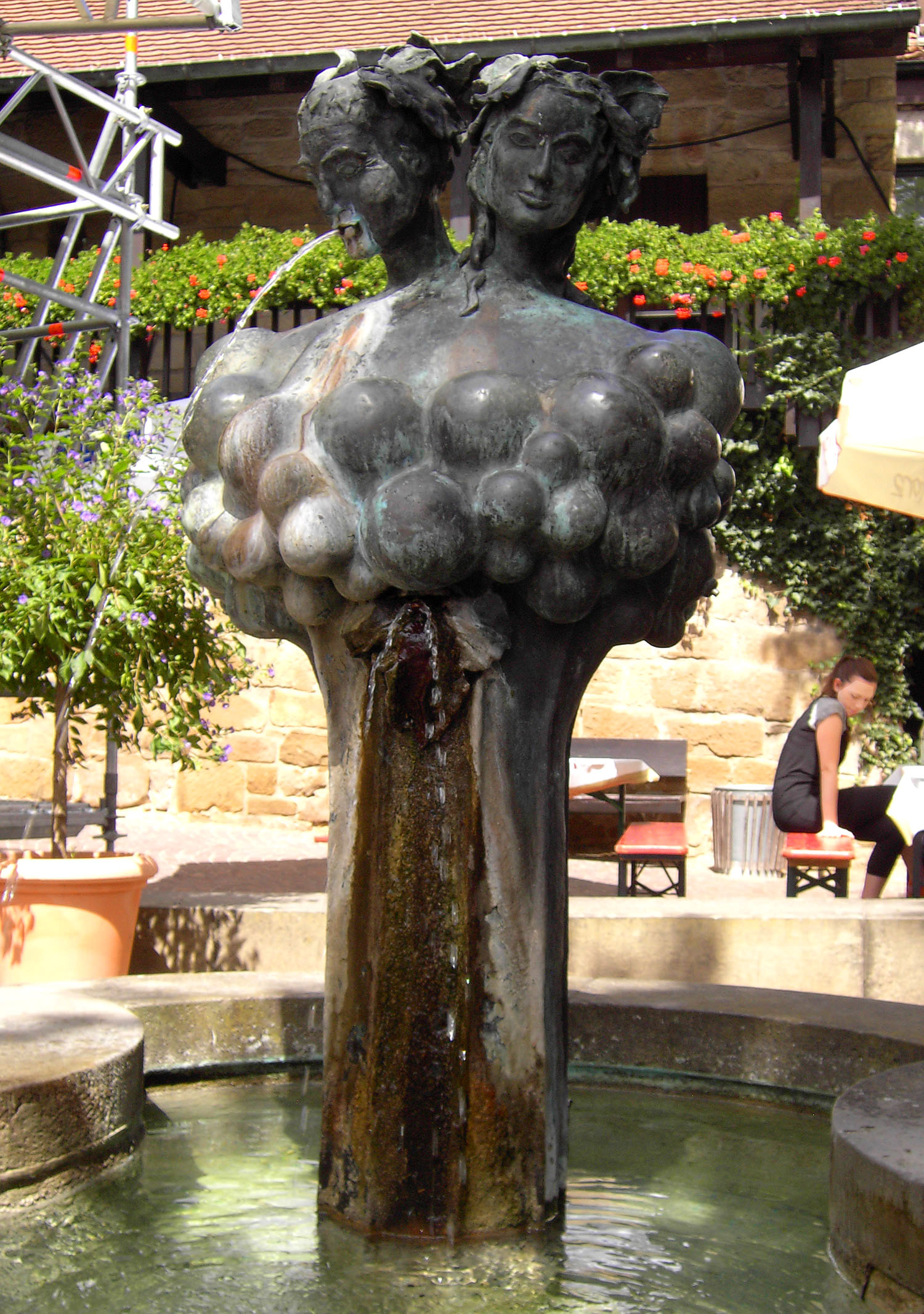
Weinbrunnen, 1979

### Scultura
Alla fine degli anni settanta Ursula Stock, che fino a quel momento si era dedicata prevalentemente alla pittura, puntò l'obiettivo del suo lavoro sulla scultura, pur continuando a creare quadri e disegni di grandi dimensioni per lo più d'ispirazione surreale.

La spinta esterna per questa svolta fu la commissione della Fontana dell'uva (Weinbrunnen) di Güglingen. La scultura della fontana venne colata nella fonderia dell'Accademia nazionale delle belle arti di Stoccarda ad opera di Herbert Heinzel in presenza di Ursula Stock, che in tale occasione apprese la tecnica della fusione del bronzo. La Weinbrunnen è dotata di una rubinetteria particolare che consente la fuoriuscita del vino, oltre a quella dell'acqua. La base della fontana si sviluppa fino a creare una doppia figura in bronzo, dal cui seno emergono molteplici mammelle simili a grossi grappoli d'uva che ricordano antiche divinità legate ai frutti della terra, come il Bacchusbrunnen, il Bacco della fontana di Zaberfeld del 1993, completamente avvolto dagli acini. La doppia testa della fontana di Güglingen, con l'ornamento del fogliame, anticipa già le Vier Jahreszeiten, le "Quattro stagioni" che Ursula Stock avrebbe creato a Stoccarda, Freudenstadt e Güglingen rispettivamente nel 1983, nel 1987 e nel 1989.

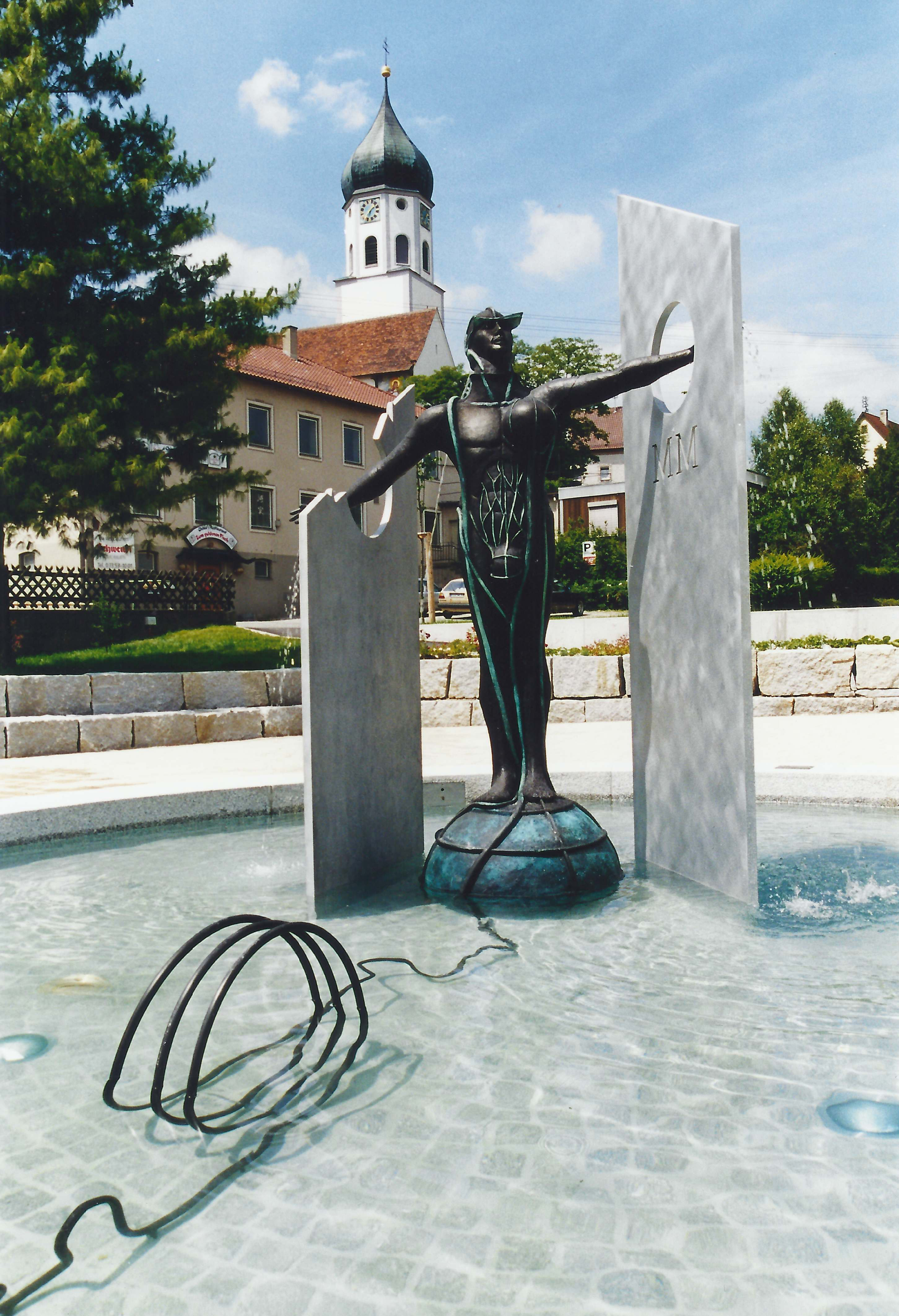
Millenniumbrunnen, 2000

 I seni scoperti, ritratti alla maniera di Arcimboldo, incarnano il tema delle stagioni in maniera originale ed inedita: «In primavera crescono foglie sugli occhi. In estate la testa è lambita da fiori sgualciti. L'autunno mostra rotondi frutti lussureggianti. In inverno il volto è ricoperto da rivoli, rughe, e solchi. Dall'interno cresce nuova forza.»
La fontana dell'albero della vita, la Lebensbaum-Brunnen del 1988, visibile all'interno del Municipio di Güglingen, mostra un albero stilizzato che offre un rifugio protettivo alla famiglia (donna, uomo e bambino) sotto la sua chioma. Il tema dell'albero della vita torna tanto quanto quello delle stagioni nella Jahreszeiten-Brunnen ("Fontana delle Stagioni") di Talheim del 1991, in cui sotto l'albero della vita sono raggruppate tre figure allegoriche che simboleggiano le tre antiche stagioni dell'anno: primavera, estate ed inverno, e contemporaneamente le età della vita e le ore del giorno.
Una menzione a parte merita la Millenniumbrunnen, la "Fontana del millennio" che nel 2000 sorse sulla piazza del Municipio di Sigmaringen-Laiz per onorare il passaggio al nuovo millennio. La stessa autrice ne ha stilato la descrizione: la figura è disposta in diagonale per riprendere l'asse principale della città, dalla chiesa al Municipio, ed offrirsi in molteplici e diverse prospettive agli occhi dei passanti. Scorrono il tempo e le generazioni. Il flusso dell'acqua attraversa con effetto il corpo in parte femminile, in parte maschile: dalla mano destra scorre l'acqua del passato, dalla parte sinistra, al di sopra della mano che indica la direzione, sgorga l'acqua del presente e del futuro. Tutto scorre, fluisce attraverso le persone unite, e ne conduce all'esterno la linfa vitale. Nella parte posteriore la figura indossa una maschera dalle cui orbite sgorga l'acqua, che forse simboleggia le lacrime sui disastri del passato. L'umanità si erge, si radica, si mantiene in equilibrio su di una sfera imbrigliata e cerca di afferrare le pareti di alluminio: l'una distrutta e frammentaria, l'altra ancora integra. Le pareti di alluminio conferiscono alla figura un sostegno architettonico. Una sfera al bordo della vasca, legata alla figura centrale, offre acqua potabile attraverso la testa di una serpe. Tre sfere sorgive completano il gioco dell'acqua. Una piastra metallica sul serbatoio reca la seguente incisione:
MILLENIO
MILLENIA
MILLENNIUM
17.06.2000
Ursula Stock

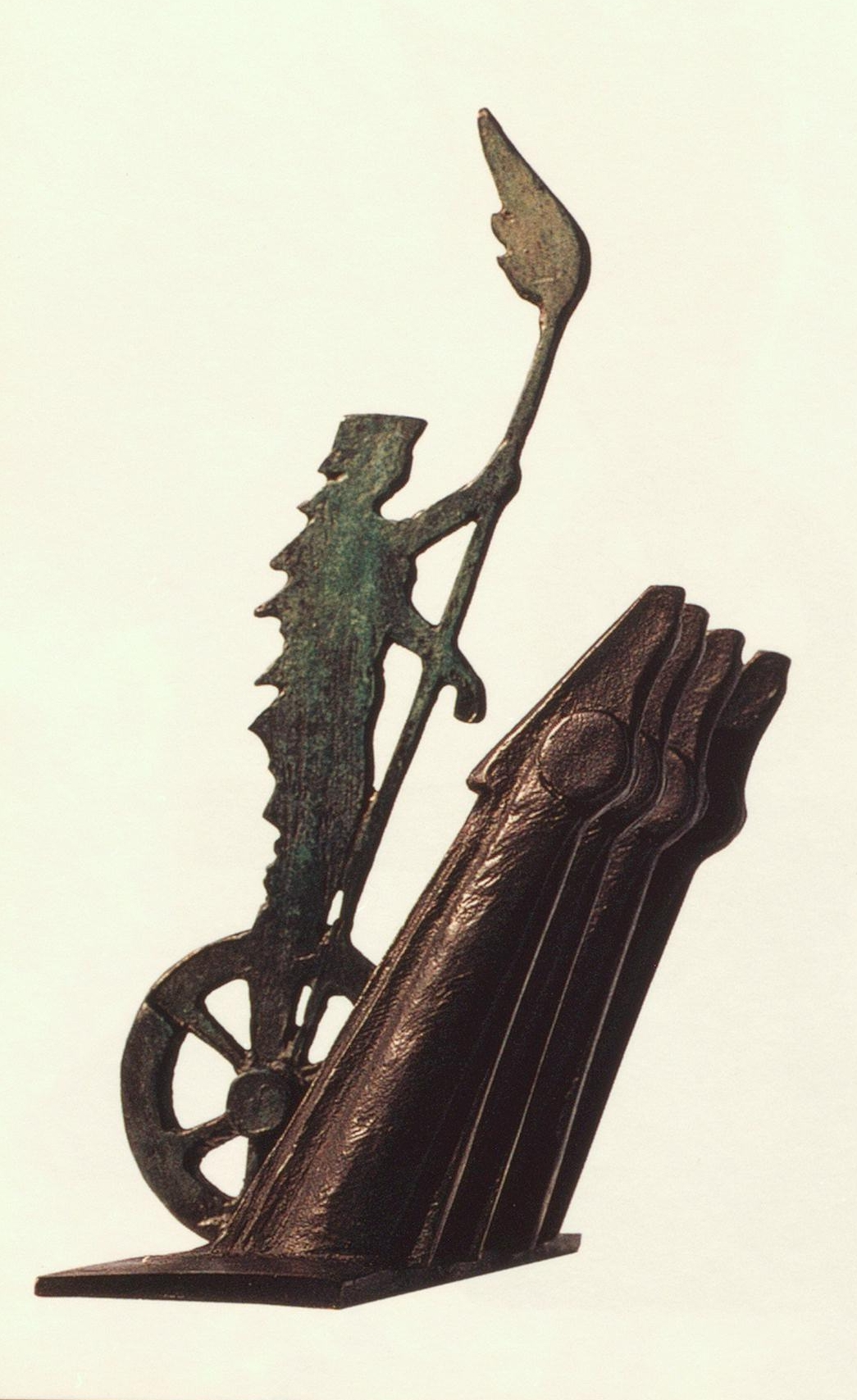
Quadriga Variationen, 2000

Oltre alle sculture in spazi aperti, Ursula Stock è autrice di mosaici, affreschi e vetrate destinati alla decorazione degli edifici di Güglingen, ma anche di altri tipi di creazioni.
In generale, al centro del suo lavoro di scultrice è collocata la figura umana, sia ritratta per intero, sia soltanto il torso, il busto o la testa. Le figure d'effetto spesso arcaico sono «forti, statuarie, in stretto rapporto con la terra; cionondimeno danno l'impressione di essere delicate, fragili, sensibili». Il soggetto delle sculture di Ursula Stock è «il corpo umano nello spazio, non in quanto creatura buona, privilegiata in senso panteistico, bensì più o meno come corpo estraneo, sconcertante, alienato, membra disjecta ossia "arti sparpagliati", legati, mutilati, spezzati». Spesso le figure sono costrette da una corazza o da un canniccio ad una posa irrigidita, avvolte come mummie o rinchiuse in gabbia: osservandole ci si domanda se la corazza privi il corpo della propria libertà o se al contrario offra una protezione.
Accanto alle sculture di forma umana prendono vita figure bronzee di cavalli, in parte monocrome blu o color ruggine, dal collo lunghissimo, per la fontana con tre teste di Cavalli a Güglingen del 1994, per le Variazioni sulla Quadriga del 2000 e per la mostra a Berlino della Quadriga zügellos (una quadriga stilizzata con quattro teste di cavalli ed un timone, 2002). La Quadriga berlinese ispirò ad Ursula Stock la progettazione di mobili, tanto da esporre sedie eleganti e tavoli con piccoli labirinti e medaglioni raffiguranti la quadriga stessa durante la seconda mostra di Berlino del 2005, intitolata Brandenburger Torheiten. Negli anni successivi seguirono altri modelli, quali la Sitzflügel (2006), panca con larghe ali, e la Regierungssitz (2008), sedia con lunghissimi braccioli.

## Alcune opere

### Periodo astratto
- Raumschnitt, collage, cm. 30x30, 1971
- Rad-Plastik, rilievo in legno dipinto, ∅ cm. 120, 1971
- Serigraphie, serigrafia, cm. 50x50, 1972
- Raumvorstoß I, serigrafia, cm. 50x50, 1972
- Raumvorstoß II, serigrafia, cm. 50x50, 1972
- Grosses Blau, serigrafia, cm. 90x90, 1972
- Betonrelief Tiefenbachschule, rilievo in cemento, lunghezza mt. 30, 1972-1973
- Raumschnitt, guazzo su legno, cm. 60x65x14, 1973
- Edelstahlstele Fuchsrainschule,[24] stele in acciaio, cm. 400, 1974

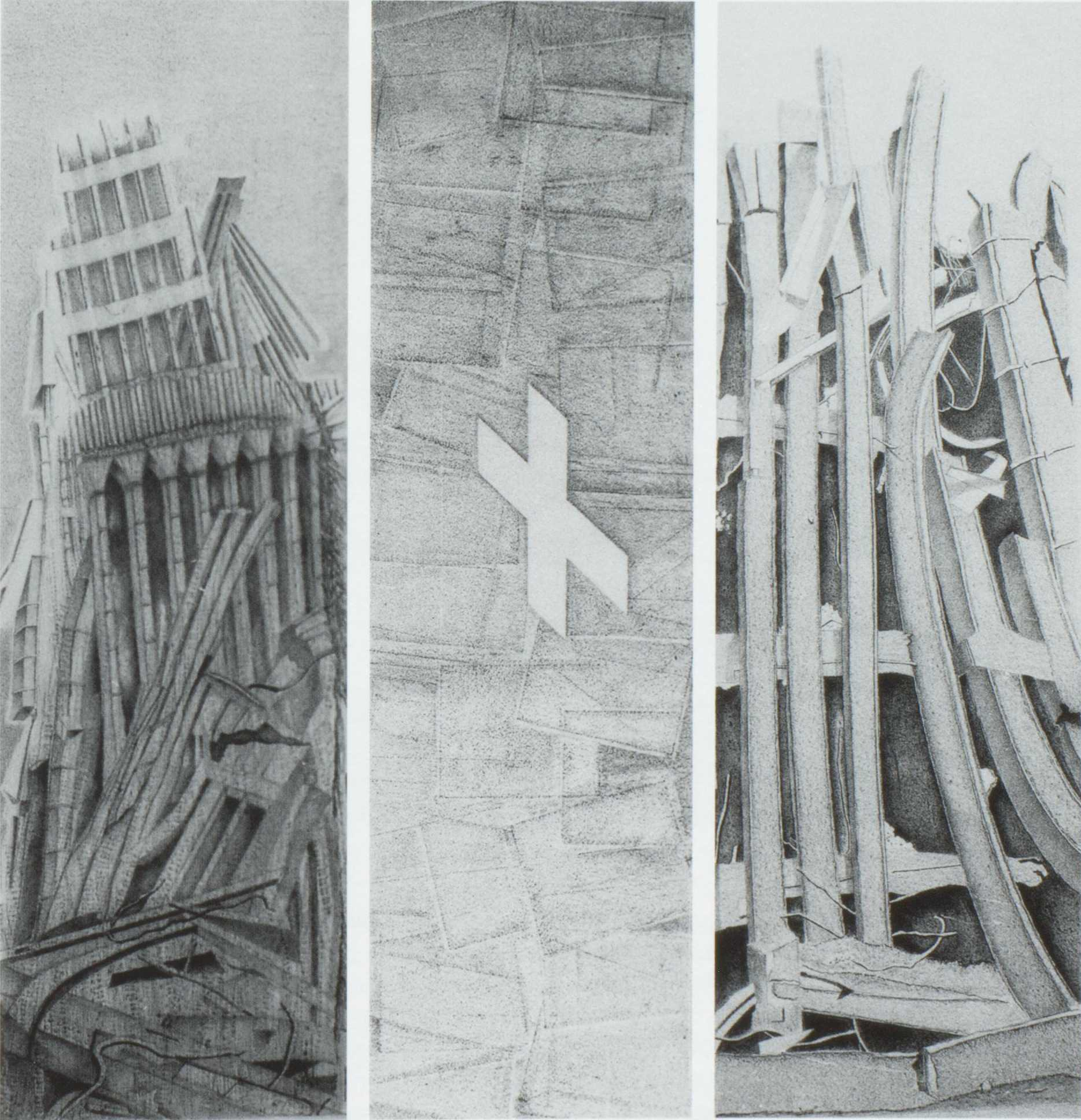
World Terror Center 11. September 2001, 2002

### Periodo surrealista
- Kopflos greift sie Hypnos in die Lippen, guazzo, cm. 24x19, 1974
- Irreale Landschaft, serigrafia, cm. 50x50, 1974
- Irreale Landschaft, guazzo a colori, cm. 40x40, 1975
- Selbst im Spiegel, guazzo a colori, cm. 35x38, 1976
- Annäherung der Figurinen, guazzo a colori, cm. 80x70, 1976
- Feuerblumenruine, guazzo e pittura su vetro, cm. 70x80, 1976
- Babylon, olio su tela, cm. 90x120, 1978
- Minotaurus gegängelt, olio su tela, cm. 90x120, 1978
- Strandfigurine, olio su tela, cm. 120x80, 1978
- Inselfragmente, olio su tela, cm. 70x50, 1978
- Seltsame Blüten treibt Atlantis, olio su tela, cm. 70x80, 1978
- Mohn-Nacht, olio su tela, cm. 70x80, 1978
- Dunkles Wachen, olio su tela, cm. 80x100, 1980

### Scultura
- Flugfänger, bronzo e ferro, cm. 45, 1986
- Ferro Rist, ferro, cm. 48x25x10, 1986
- Cavallino, bronzo, cm. 41, 1987
- Evoluzzer, bronzo, cm. 180, 1988
- Band-Stand, bronzo, cm. 132, 1989
- Cavallo, bronzo, cm. 123x50x15, 1990
- Luftzeichen, bronzo e ferro, cm. 210x63x10, 1995
- Torso verdreht, bronzo, cm. 30x10x5, 1995
- Looking up horse, bronzo, cm. 35x27x7, 1997
- Coppia, bronzo, cm. 180, 1998
- Quadriga Variationen, bronzo, cm. 25x7,5x23, 2000
- Berolinen, bronzo, cm. 35x15x5, 2000

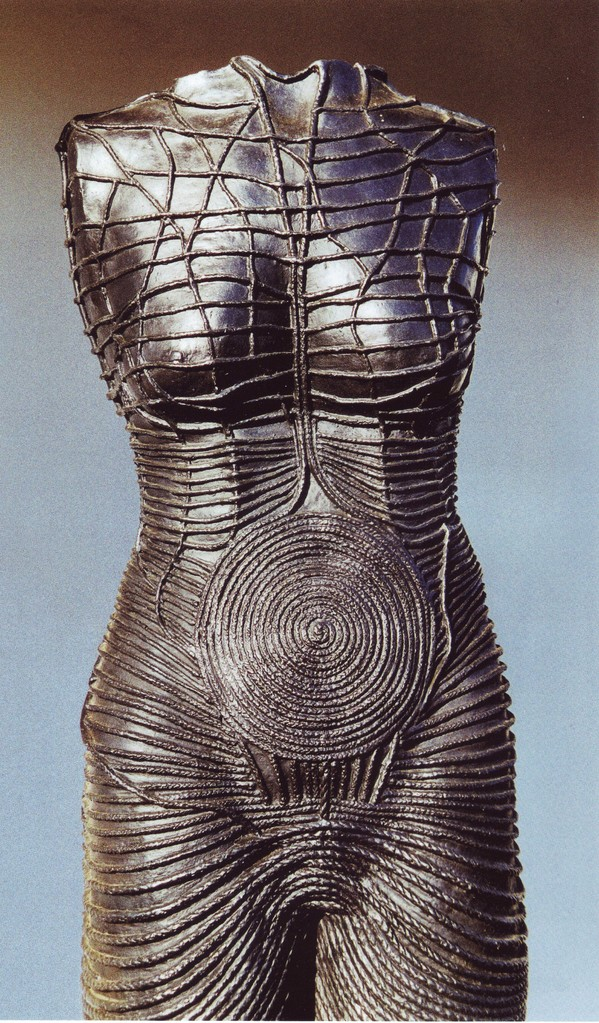
Schnürtorso, 1999

### Ritratti
- Lieben Sie Beuys?, collage, cm. 50x50, 1986
- Fliegenfänger (Salvador Dalí e la sua musa inquietante Gala), tecnica mista, cm. 100x80, 1989
- Bildstock, autoritratto, disegno con pelle e capelli veri, cm. 120x90, 1990
- Volltreffer, Elfriede Jelinek, disegno, cm. 20x17, 2004
- Hilde Domin, tecnica mista, cm. 28x21, 2006
- Frieda Kahlo, disegno, cm. 20x17, 2007
- Falke und Taube (Carl Friedrich von Weizsäcker), disegno, cm. 42x29,5, 2007
- Niki (Niki de Saint Phalle), disegno, cm. 20x17, 2008
- Alfred (Hrdlicka), disegno, cm. 40x30, 2009
- Rauchzeichen, Felix Ensslin mit Totenmaske von Gudrun Ensslin, tecnica mista, cm. 40x30, 2010
- «Schattenreiter», 300 Jahre Alter Fritz, disegno, cm. 70x100, 2012

### Pittura su vetro
- Vorhang auf, cm. 104x104, 1987
- Kreuzspuren, piombo e vetro, cm. 60x60, 1988
- Flugkörper (1 von 7), cm. 250x550/650, Bruchsal, 1989
- Flugkörper (2 von 7), cm. 250x550/650, Bruchsal, 1989
- Phönix aus dem Ei, mt. 3x12, Glaspyramide Heilbronn, 1989-1990

### Mobili da giardino
- Flügelaugen-Stuhl, alluminio, 2005
- Regierungssitz su cui siede Ursula Stock, con Berliner Stühle, alluminio, Berlino, 2008
- Berliner Tisch con Berliner Quadriga-Medaillon, alluminio, ∅ cm. 50, 2009
- Berliner Tisch con Berliner Stühle II + III, alluminio, 2009
- Wiedervereinigungs-Bank e Berliner Tisch con Berliner Quadriga-Medaillons, alluminio, 2009
- Deutsche Bank con Berliner Quadriga-Medaillons, alluminio, cm. 100x110x40, 2010
- Ablehne con Berliner Quadriga-Medaillon, alluminio, cm. 131x100x50, 2011
- Gartentisch / Blumenstecktisch, acciaio inossidabile, altezza cm. 50, ∅ cm. 60, 2013

### Ornamenti e soprammobili
- Amarna, ciondolo, bronzo ricoperto di argento, colore verde, cm. 9,5, 1996
- Cavallino, spilla, bronzo ricoperto di argento, colore verde, cm. 8,5, 1996
- Fortuna, ciondolo, bronzo ricoperto di argento, colore verde, cm. 11, 1996
- Herzauge, ciondolo, bronzo ricoperto di argento, colore verde, cm. 8,5, 1996
- Medusa, ciondolo, bronzo ed argento, colore verde, cm. 5,5, 1996
- Nike, ciondolo, bronzo ricoperto di argento, colore verde, cm. 9, 1996
- Bacchanten I + II, portatovaglioli ad anello, bronzo placcato argento, cm. 5x6x3, 2002
- Bacchanten, tappo di bottiglia, bronzo placcato argento con supporto in acciaio inossidabile, 2002
- Doppelkopf, candeliere, bronzo patinato, h cm. 38, 2002
- Salzkugel und Pfeffersack, saliera e pepiera, bronzo placcato argento, h cm. 10,5, 2002
- Konfektschale, ciotola per cioccolatini, bronzo, h cm. 21, ∅ cm. 17, 2004
- Windlicht mit Blatt, portacandele, bronzo, ∅ cm. 7,5/13, 2005
- Brieföffner, tagliacarte con Berliner Quadriga-Medaillons, alluminio, cm. 18x4, 2009
- Teller und Besteck, servizio da tavola con Berliner Quadriga-Medaillons, alluminio, cm. 18x4, 2009

### Opere in spazi aperti
- Vier Jahreszeiten, pietra arenaria e getto in pietra, scultura cm. 80, base cm. 130, Stoccarda-Untertürkheim, 1983
- Vier Jahreszeiten, bronzo patinato; basamento in acciaio zincato e dipinto, base cm. 120, Freudenstadt, 1987
- Vier Jahreszeiten, bronzo, Güglingen, 1989[25]
- Bacchusbrunnen, bronzo ed alluminio, h cm. 240, 1994
- Millenniumbrunnen (parte posteriore), bronzo ed alluminio, Sigmaringen-Laiz, 2000
- Quadriga zügellos, bronzo, cm. 220, Berlino, 2002[26]
- Rückblick (Heinz Rall), rilievo in alluminio, cm. 50x70, Municipio di Güglingen, 2008

## Opere in collezioni pubbliche
- Berlino: Artothek – die Kunstsammlung des Deutschen Bundestages
- Böblingen: Sammlung der Stadt
- Baden-Württemberg: Sammlung des Landes
- Esslingen: Sammlung der Stadt
- Esslingen-Nürtingen: Kreissparkasse
- Güglingen: Sammlung der Stadt
- Heilbronn: Musei comunali
- Heilbronn: Kreissparkasse
- Leonberg: Bausparkasse
- Nürtingen: Sammlung der Stadt

- Pforzheim-Calw: Cassa di Risparmio
- Stoccarda: Museo dell'Arte
- Stoccarda: Ministero della Scienza, della Ricerca e dell'Arte, Baden-Württemberg
- Stoccarda: banca regionale del Baden-Württemberg
- Stoccarda: Schwäbische Bank
- Stoccarda: Staatsgalerie
- Stoccarda: Biblioteca civica
- Stoccarda-Untertürkheim: Banca popolare
- Waiblingen: Sammlung der Stadt
- Wildbad: Ospedale del Bundeswehr

## Esposizioni

### Mostre personali
- 1967: Galleria «Moderne Kunst» (Cornelius Hannsmann), Stoccarda
- 1968: Galleria Hamburg 13, Amburgo
- 1968: Galleria Behr, Stoccarda
- 1969: Galleria del Cavallino, Venezia
- 1970: Galleria 66, Hofheim am Taunus
- 1971: Galleria Behr, Stoccarda
- 1972: Galleria Camu, Stoccarda
- 1973: Associazione amici dell'Arte, Böblingen
- 1973: Galleria Becher (insieme a Klaus Heider), Wuppertal
- 1973: Galleria Wulf (insieme a Klaus Heider), Münster
- 1973: Associazione amici dell'Arte, Heidenheim an der Brenz
- 1974: Galleria «Im Hailing», Göppingen
- 1975: Galleria Behr, Stoccarda
- 1976: Palazzetto per manifestazioni culturali, Nürtingen
- 1977: Associazione amici dell'Arte, Heilbronn
- 1977: Galleria Behr, Stoccarda
- 1978: Galleria Blankenese, Amburgo
- 1978: Galleria «Im Unteren Tor», Bietigheim-Bissingen
- 1979: Municipio di Waiblingen (insieme a Otto Engbarth)
- 1980: Galleria Behr, Stoccarda
- 1982: Galleria nel castello di Haigerloch (insieme a Walter Dambacher e Hans Wesely)

- 1986: Galleria Valentien, Stoccarda
- 1988: Galleria del «Kolping-Bildungszentrum», Augusta
- 1992: Galleria della «Druckhaus», Waiblingen
- 1993: Galleria del «Kornhaus», Kirchheim unter Teck
- 1994: Foyer dell'Arte, Kreissparkasse, Heilbronn
- 1995: Galleria della città di Bratislava, Slovacchia
- 1996: Galleria comunale nel «Kameralamt», Waiblingen
- 1996: Galleria Geiger, Kornwestheim
- 1997: Sculture sulla Spitalplatz, Associazione amici dell'Arte di Göppingen
- 1998: Galleria Marlies Breitling, Stoccarda
- 1998: Kreuzkirche, Nürtingen
- 1999: Galleria comunale, Sigmaringen
- 2000: Quadriga zügellos, «Haus der Deutschen Wirtschaft», Berlino
- 2005: Brandenburger Torheiten, «Haus der Deutschen Wirtschaft», Berlino
- 2005: «Hohenwart-Forum», Pforzheim
- 2006: «Untertürkheimer Volksbank» (insieme a Robert Förch), Stoccarda-Untertürkheim
- 2008: Municipio di Güglingen
- 2008: «Landesvertretung Baden-Württemberg», Berlino
- 2013: Ursula Stock, Zeichnung-Skulptur, Galleria «Inter Art», Stoccarda[27]
- 2015: Atlantis ist überall, Ursula Stock, Zeichnungen, Fondazione Fritz e Hildegard Ruoff, Nürtingen[28]
- 2019: Ursula Stock, Galleria Saby Lazi, Stoccarda

### Mostre collettive
- 1968: Galleria Daedalus, Berlino
- 1969: Galleria comunale «Die Fähre», Saulgau
- 1969: «Deutscher Künstlerbund», Hannover
- 1969: Galleria Behr, Stoccarda
- 1971: «Deutscher Künstlerbund», Stoccarda
- 1974: Università del Bahia, Brasile
- 1975: Goethe-Institut, Helsinki e Dublino
- 1976: «Haus Baden-Württemberg», Bonn
- 1976: Art in Stuttgart, Saint Louis, USA
- 1977: Galleria comunale nel castello di Oberhausen
- 1978: «Salon Comparaison», Grand Palais, Parigi
- 1979: Galleria Valentien, Stoccarda
- 1980: Galleria Blankenese, Amburgo
- 1980: Galleria Behr, Stoccarda
- 1981: Villa Merkel, Gallerie della città di Esslingen
- 1981: Galleria Valentien, Stoccarda
- 1981: Galleria Behr, Stoccarda
- 1981: Galleria nel castello di Haigerloch
- 1983: Galleria nel castello di Haigerloch
- 1985: Kreissparkasse, Esslingen
- 1986: Galleria Valentien, Stoccarda
- 1986: Municipio di Waiblingen
- 1987: Galleria del «Kolping-Bildungszentrum», Augusta
- 1987: Skulptur, Freudenstadt
- 1988: Güglinger Palmtuch, Güglingen
- 1988: Associazione amici dell'Arte del Württemberg Stoccarda
- 1988: «Deutsche Gesellschaft für christliche Kunst», Monaco di Baviera
- 1989: Sculture sulla Schlossplatz, Stoccarda
- 1990: «Landesvertretung Baden-Württemberg», Bonn

- 1991: Galleria del «Kolping-Bildungszentrum», Augusta
- 1991: Kunst im Stadtbild, Pforzheim
- 1993: Municipio di Waiblingen
- 1994: Galleria Geiger, Kornwestheim
- 1994: Promozione delle arti delle terre del Baden-Württemberg
- 1994: Circolo culturale «Zehntscheuer», Rottenburg am Neckar
- 1996: Zeitgenössische Kunst in Göppingen 1959–1977, Galerie im Hailing, Galleria comunale, Göppingen
- 1998: Zeit-Zeichen, Skulpturenausstellung in der Kulturregion, Heilbronn
- 1999: Der große Albgang, Skulptur in der Natur, Circondario di Esslingen
- 1999: Mostra dell'anno, Galleria Kunsthöfle, Stoccarda-Bad Cannstatt
- 2000: «Karinthy Szalon», Budapest
- 2002: 11 Positionen Eisenplastik, Associazione amici dell'Arte di Reutlingen
- 2002: Skulpturenpfad Venusberg, Aidlingen
- 2003: «Kunstwanderweg», Nordheim
- 2005: Associazione degli artisti del Baden-Württemberg, Karlsruhe
- 2005: Skulpturenpfad, Associazione amici dell'Arte di Hechingen
- 2006: 70 Jahre Kunsthöfle, Galleria Kunsthöfle, Stoccarda-Bad Cannstatt
- 2007: Zeitzeichen im Raum, Collezione d'arte del Circondario di Esslingen
- 2007: Freunde – Begegnungen mit Fritz und Hildegard Ruoff, Fritz und Hildegard Ruoff-Stiftung, Nürtingen
- 2007–2011: Mostra dell'anno, Galleria Kunsthöfle, Stoccarda-Bad Cannstatt
- 2007: Mostra «Säule», Gesellschaft für Natur und Kunst, Associazione amici dell'Arte di Remshalden
- 2008: Blick in die Stadt, Collezione d'arte della Kreuzkirche, Nürtingen
- 2009: Farbe WEISS, Ruoff-Stiftung, Nürtingen
- 2009: Hans-Peter Haas, 4. Kunstausstellung, «Business Akademie», Plochingen
- 2010: Mostra Kunst für gw (Günther Wirth), Autorità amministrativa del Circondario di Esslingen
- 2010: Max Ackermann und andere Freunde, Kreissparkasse, Esslingen-Nürtingen
- 2014: Künstler im Freundeskreis, Fritz und Hildegard Ruoff-Stiftung, Nürtingen
- 2014: Postkarten, Grüße von Irgendwo, Galleria «Inter Art», Stoccarda[27]

## Galleria d'immagini

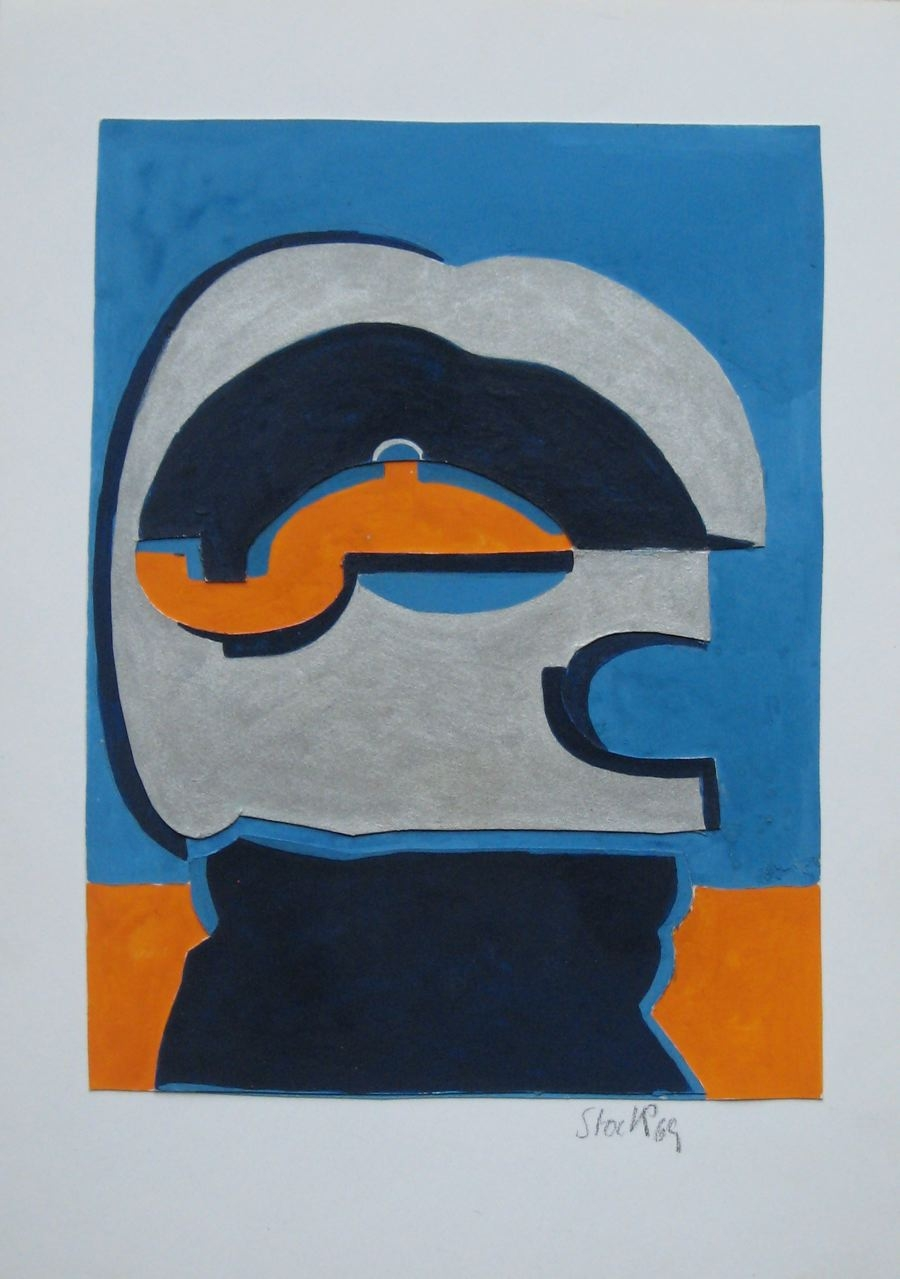
Bürovorsteher (Nussknacker), 1969
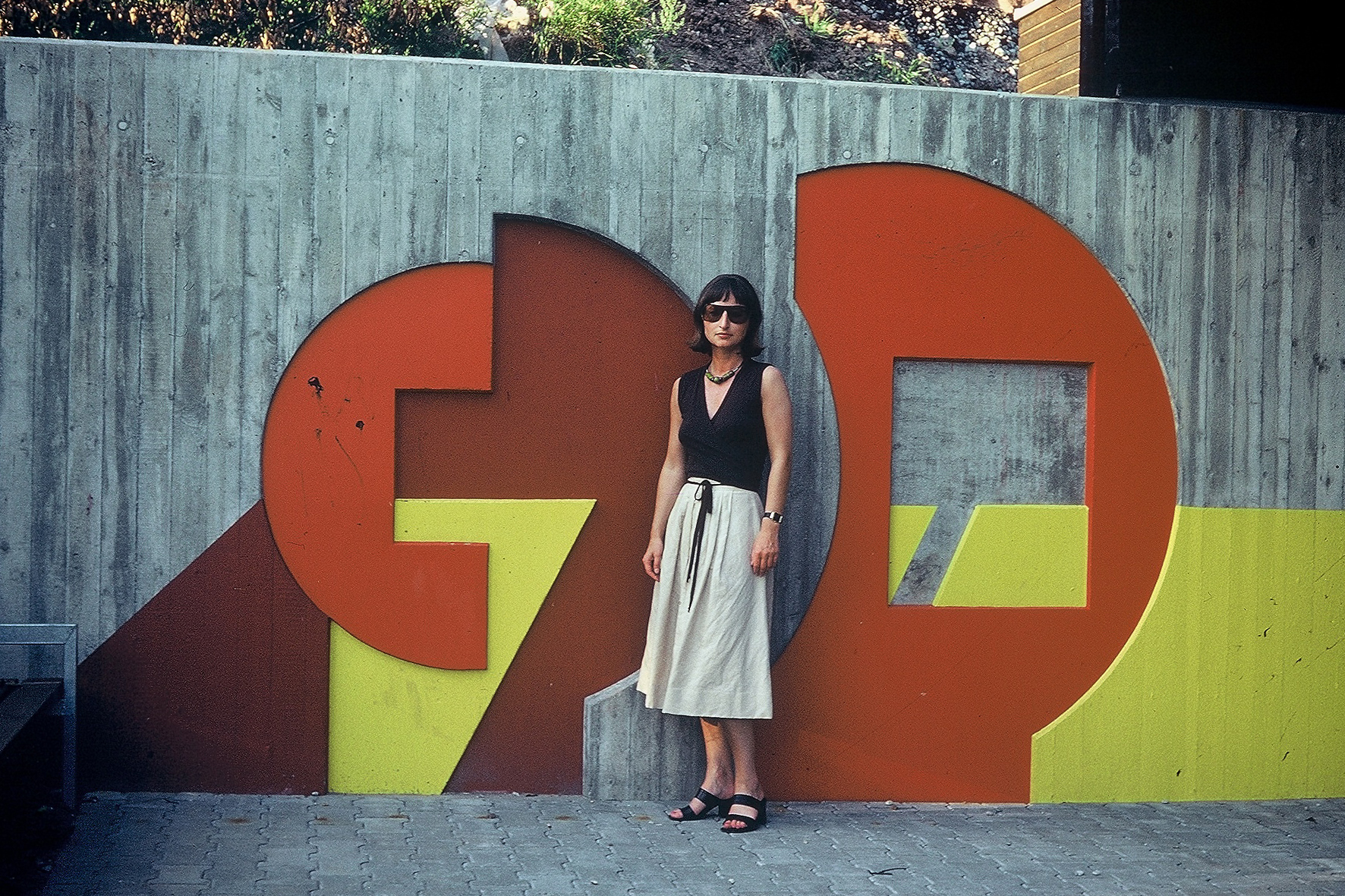
Rilievo su muro di sostegno a Stoccarda-Rohracker, 1974
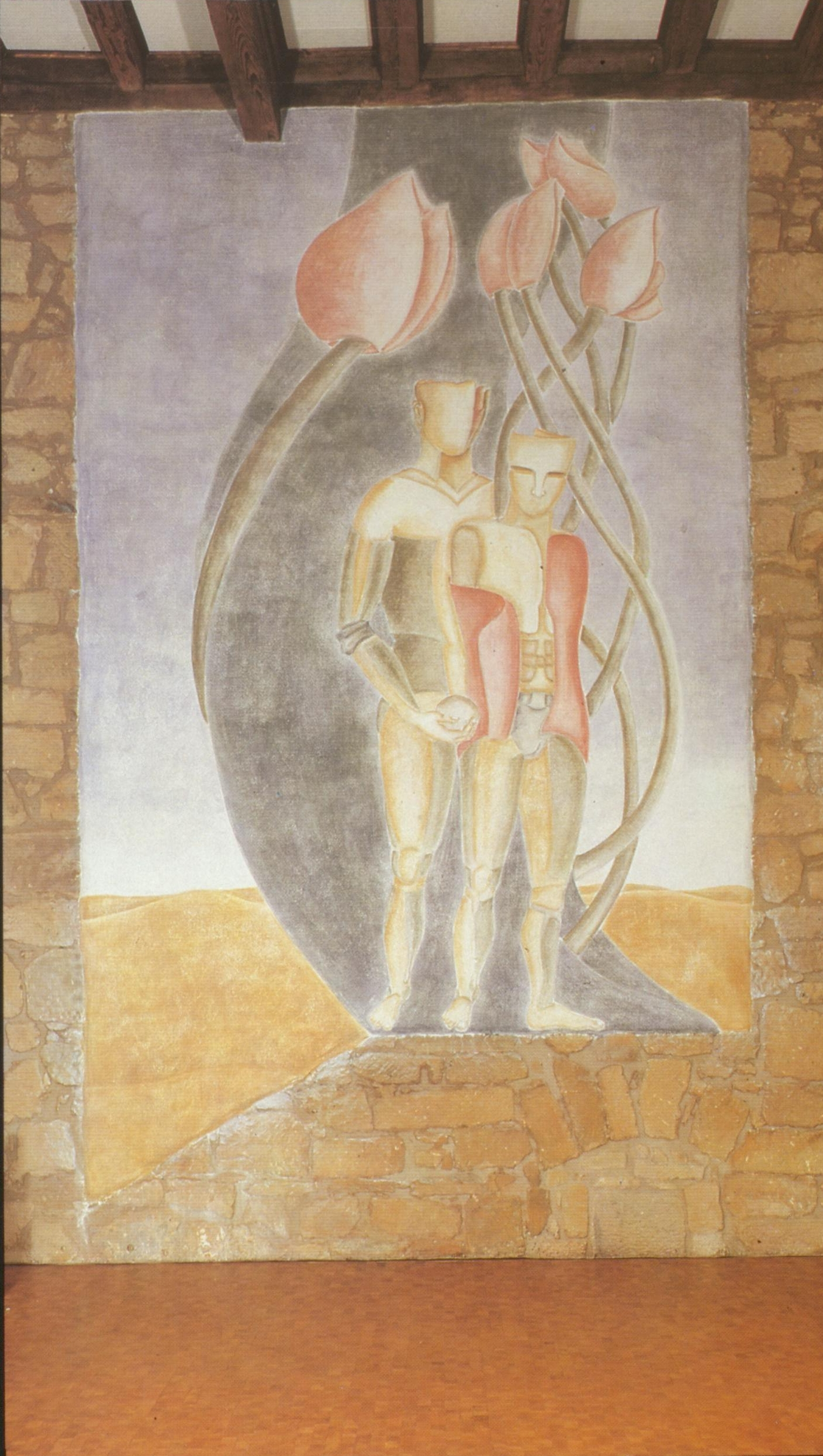
Wandbild 1, 1981
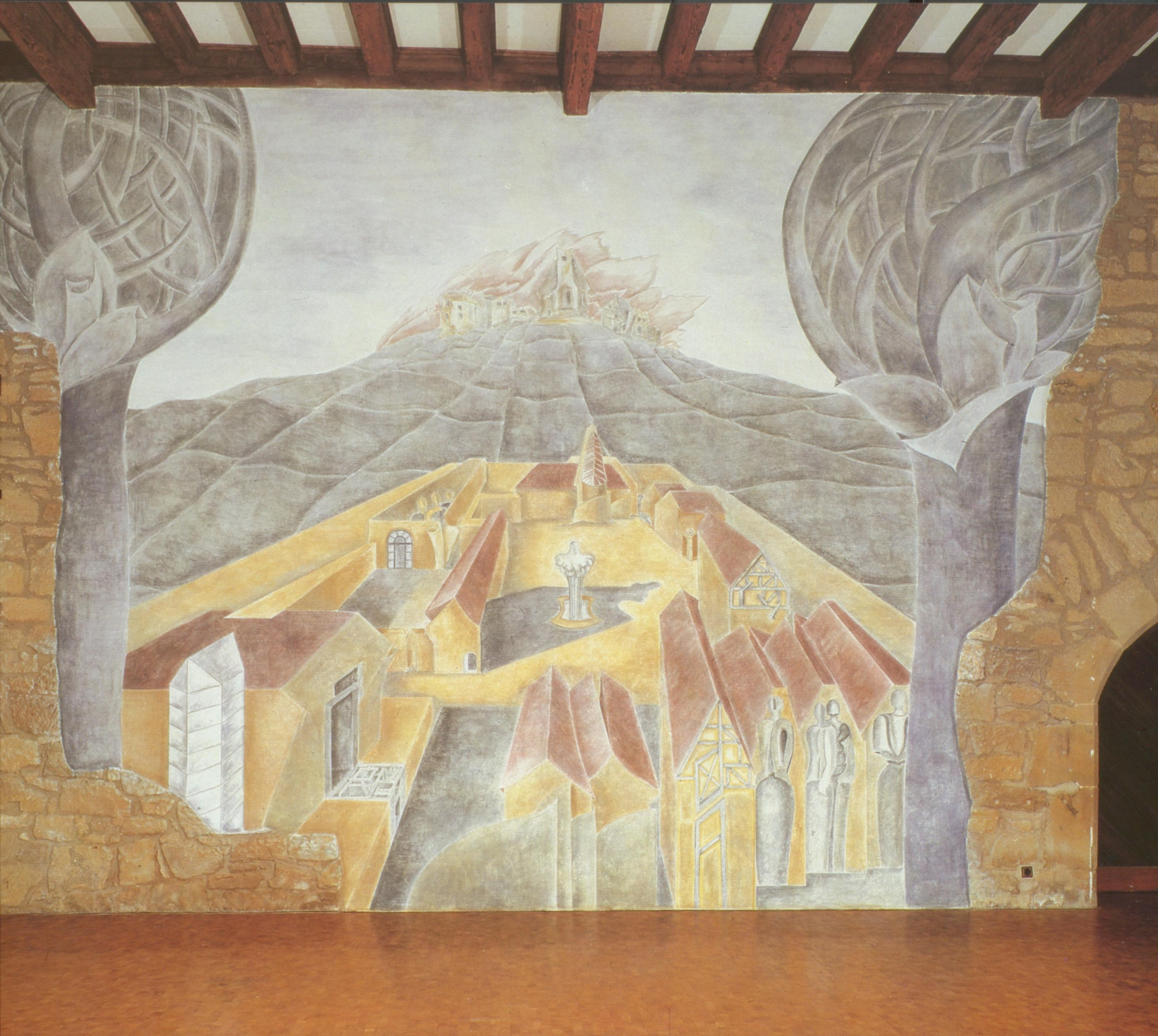
Wandbild 2, 1981
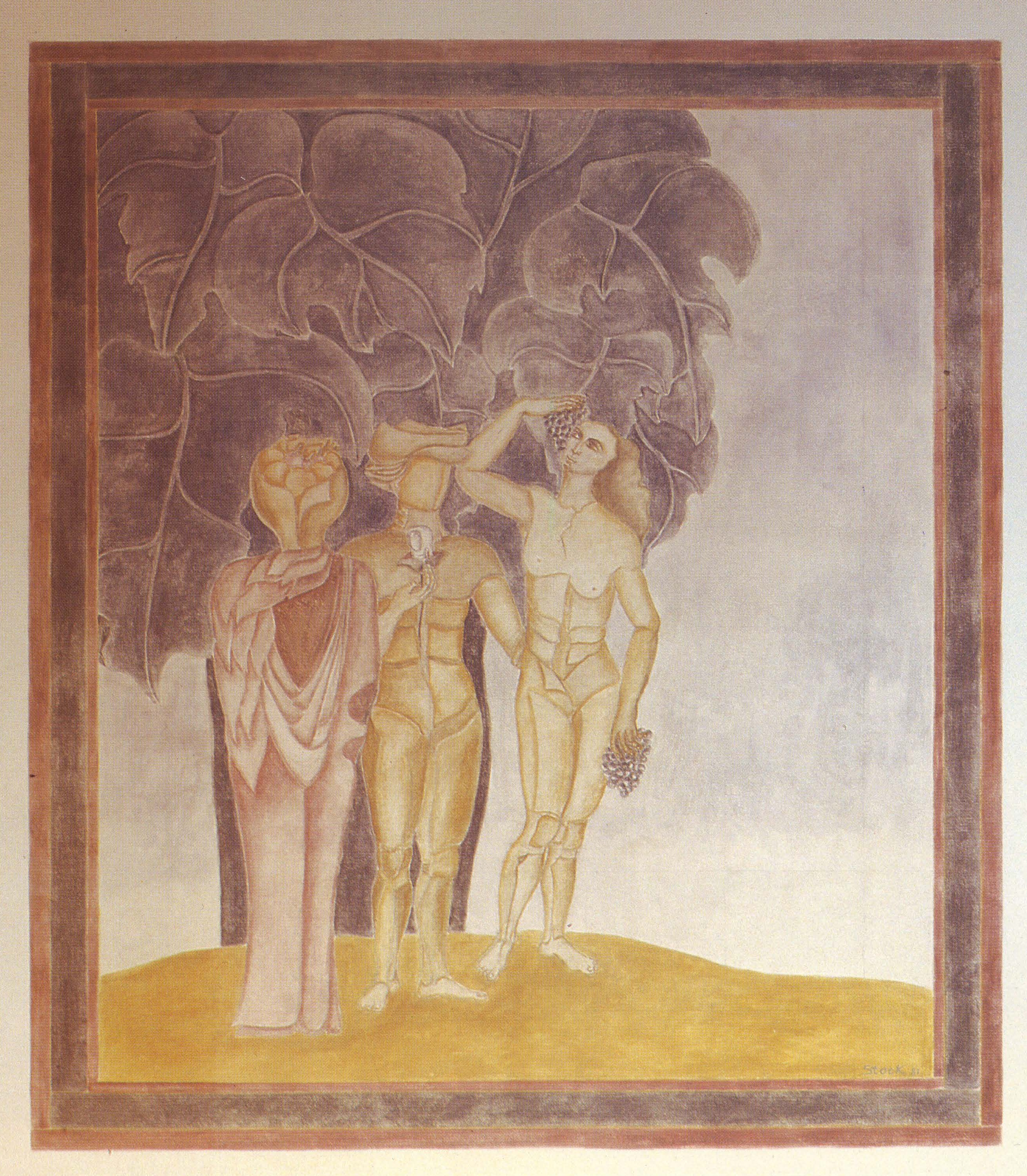
Wandbild 4, 1981
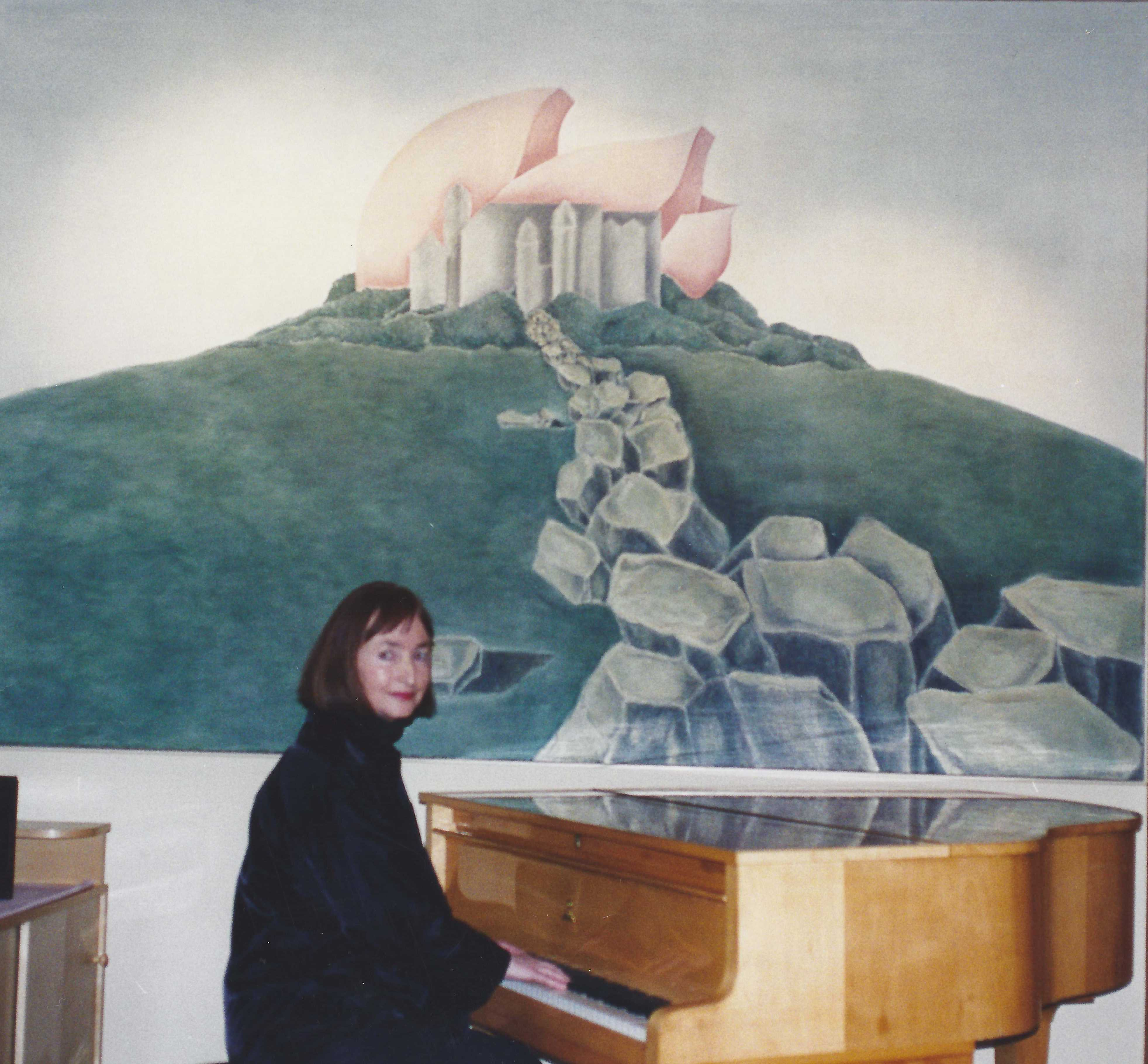
Schloss Haigerloch, 1982
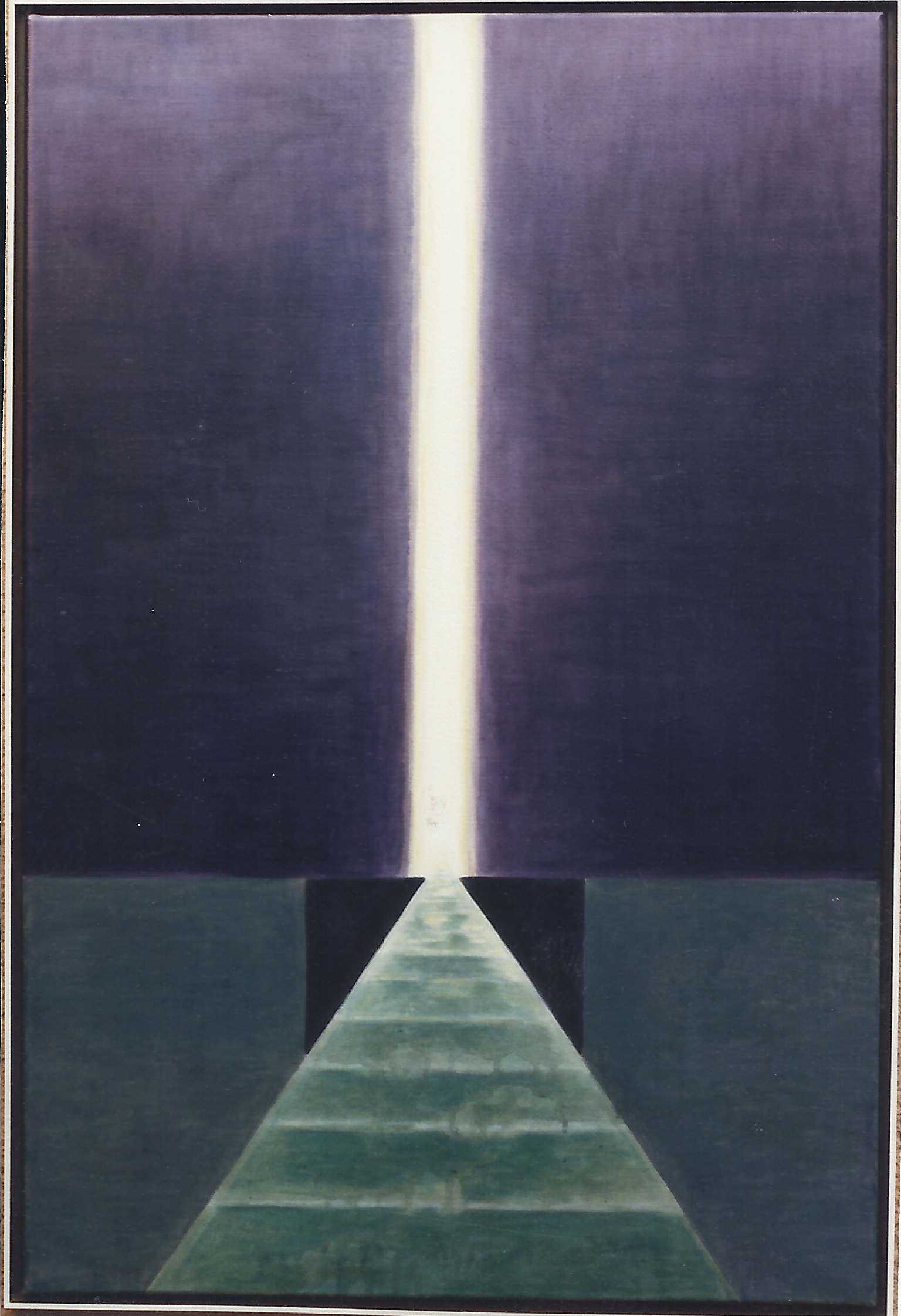
Auf dem Wege, 1986
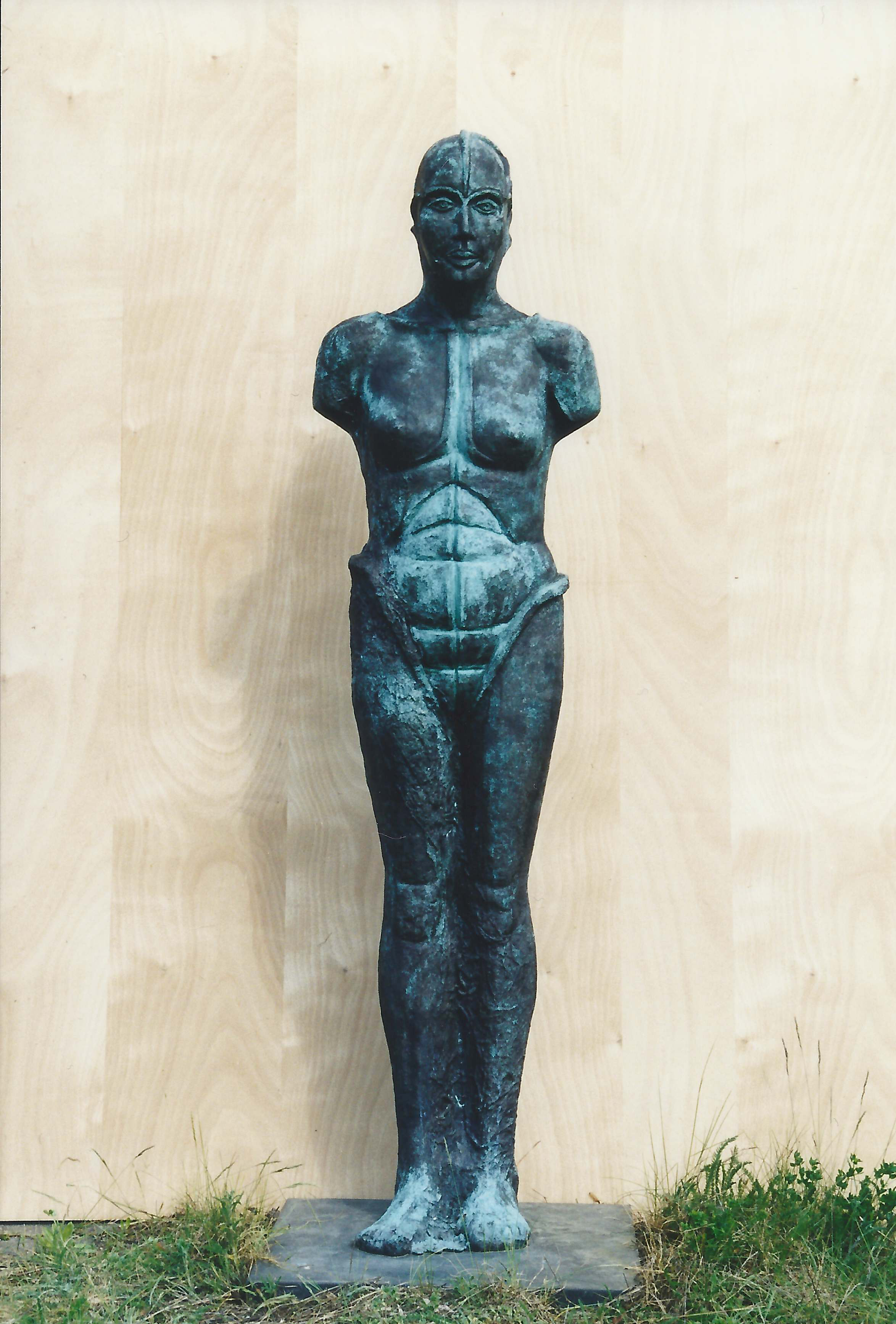
Grünkraft, 1989
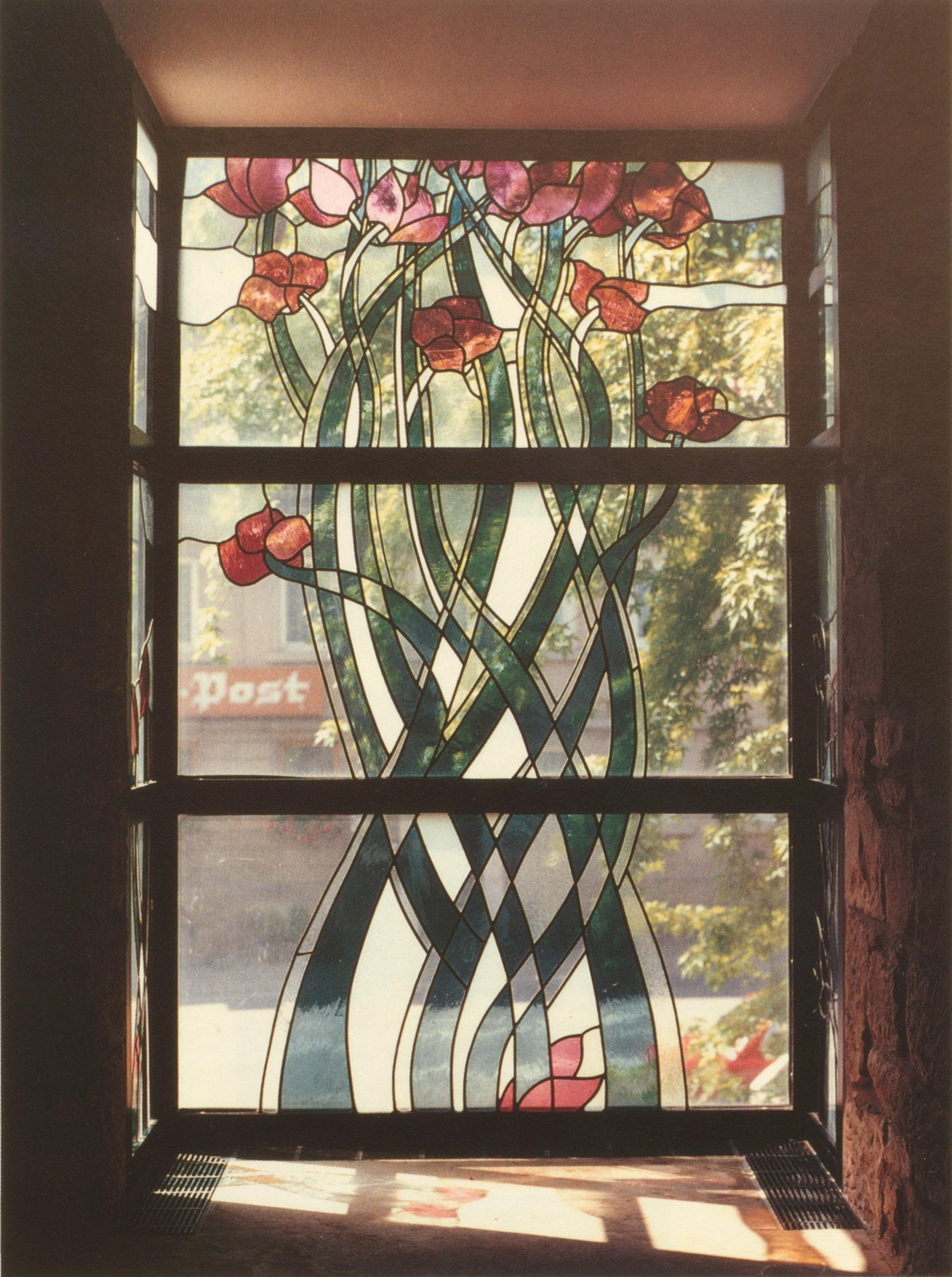
Farbglasfenster, 1991
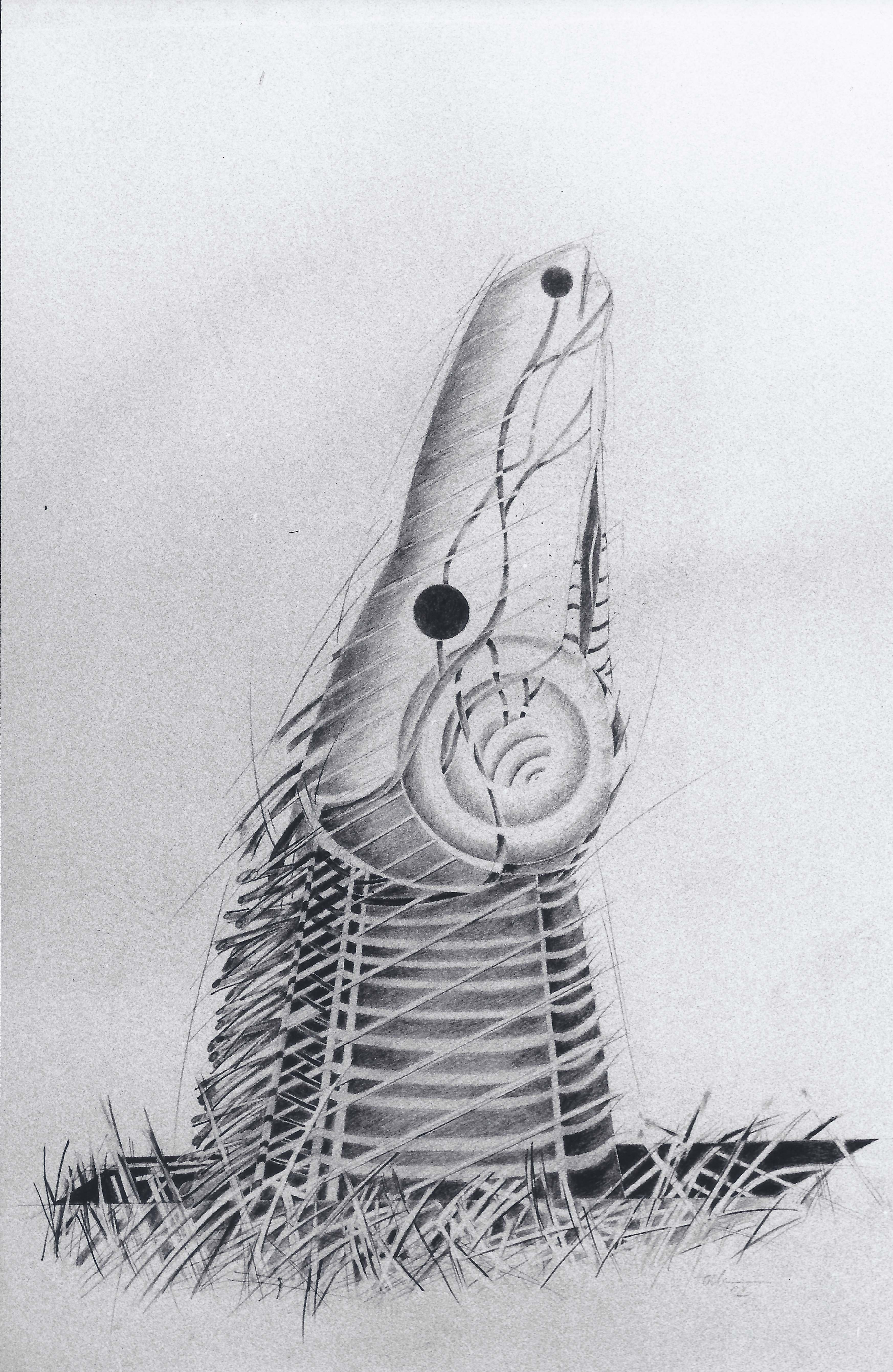
Cavallo, disegno, 1993
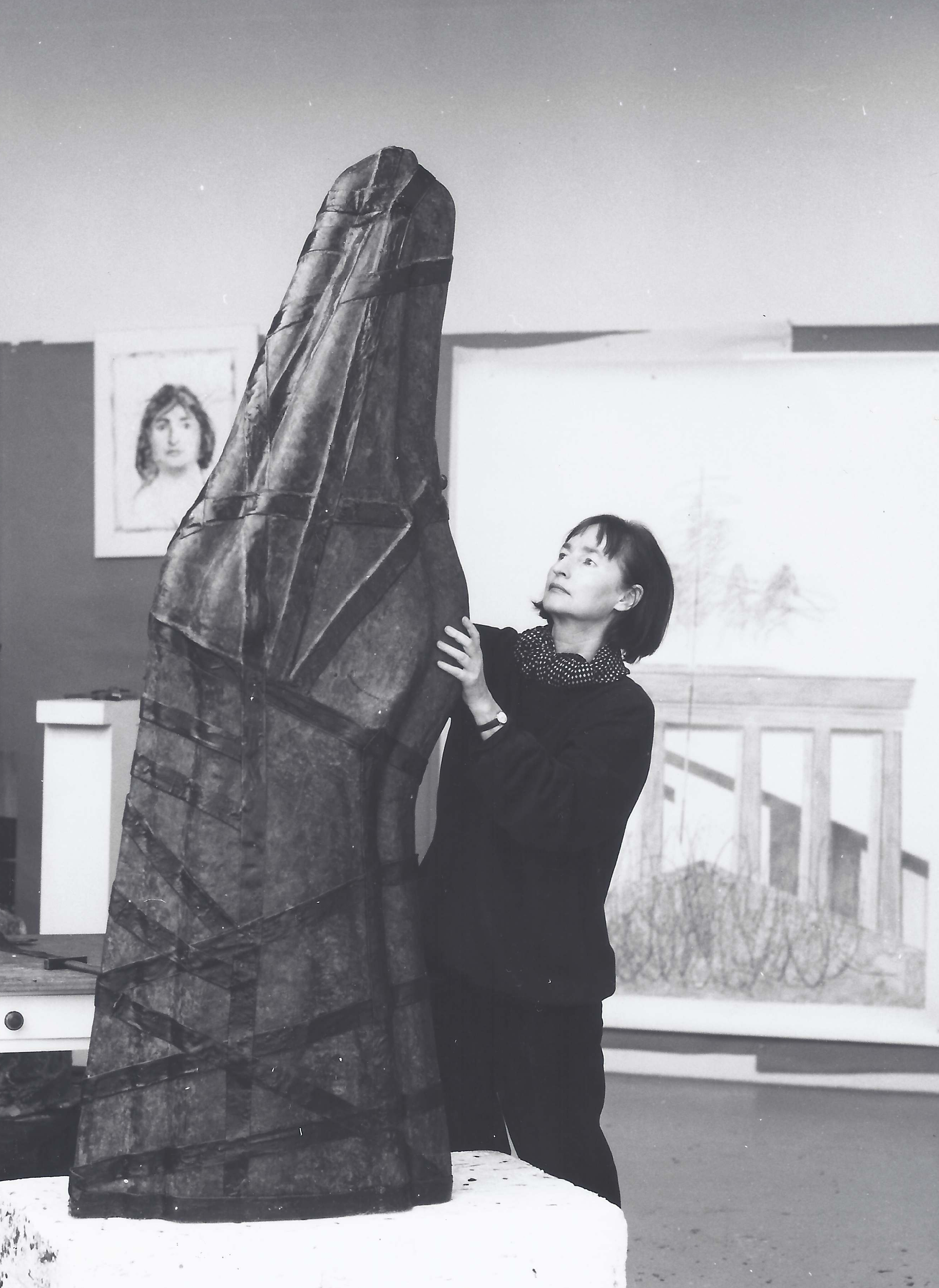
Cavallo, 1995
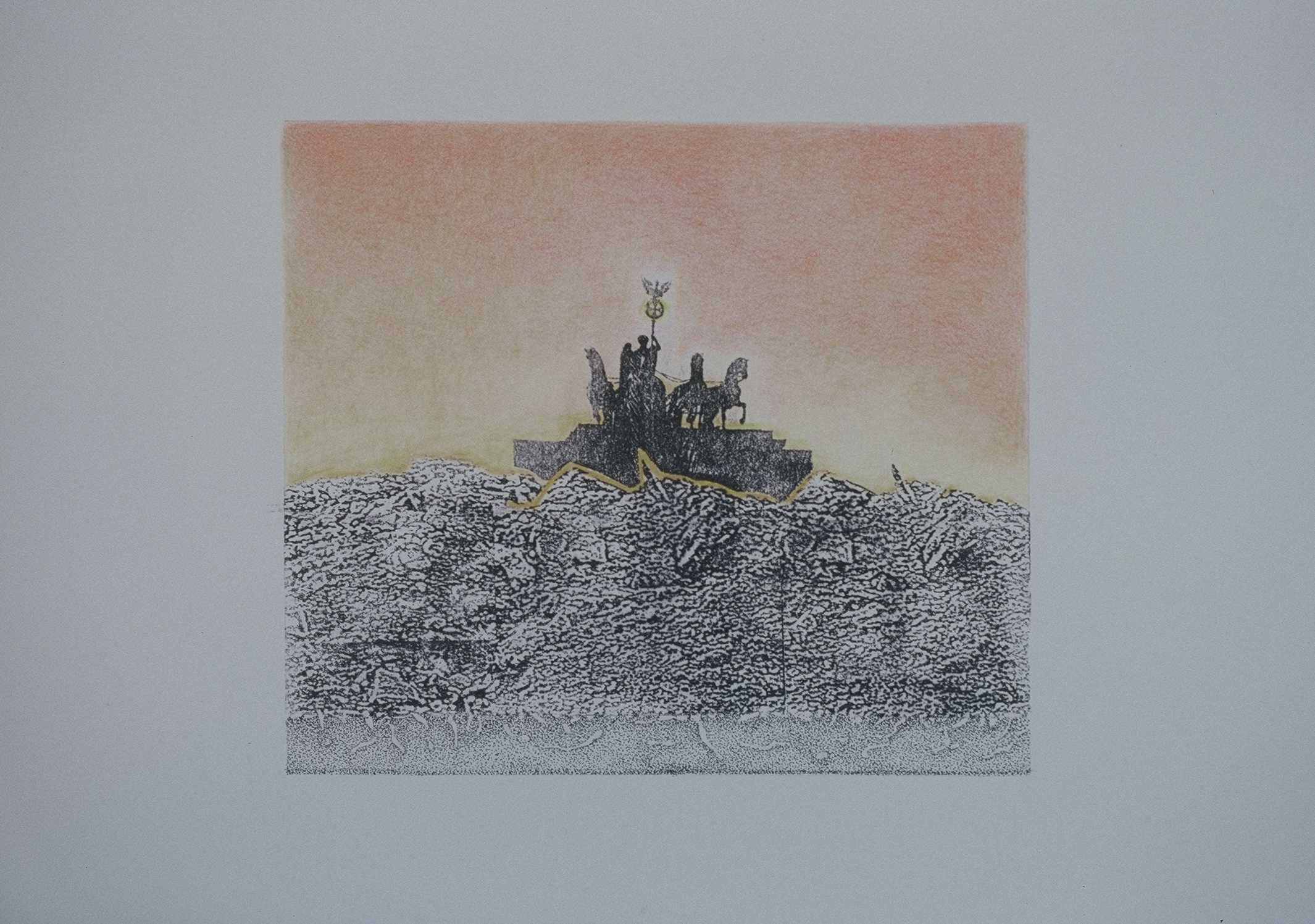
Morgenröte, 1998
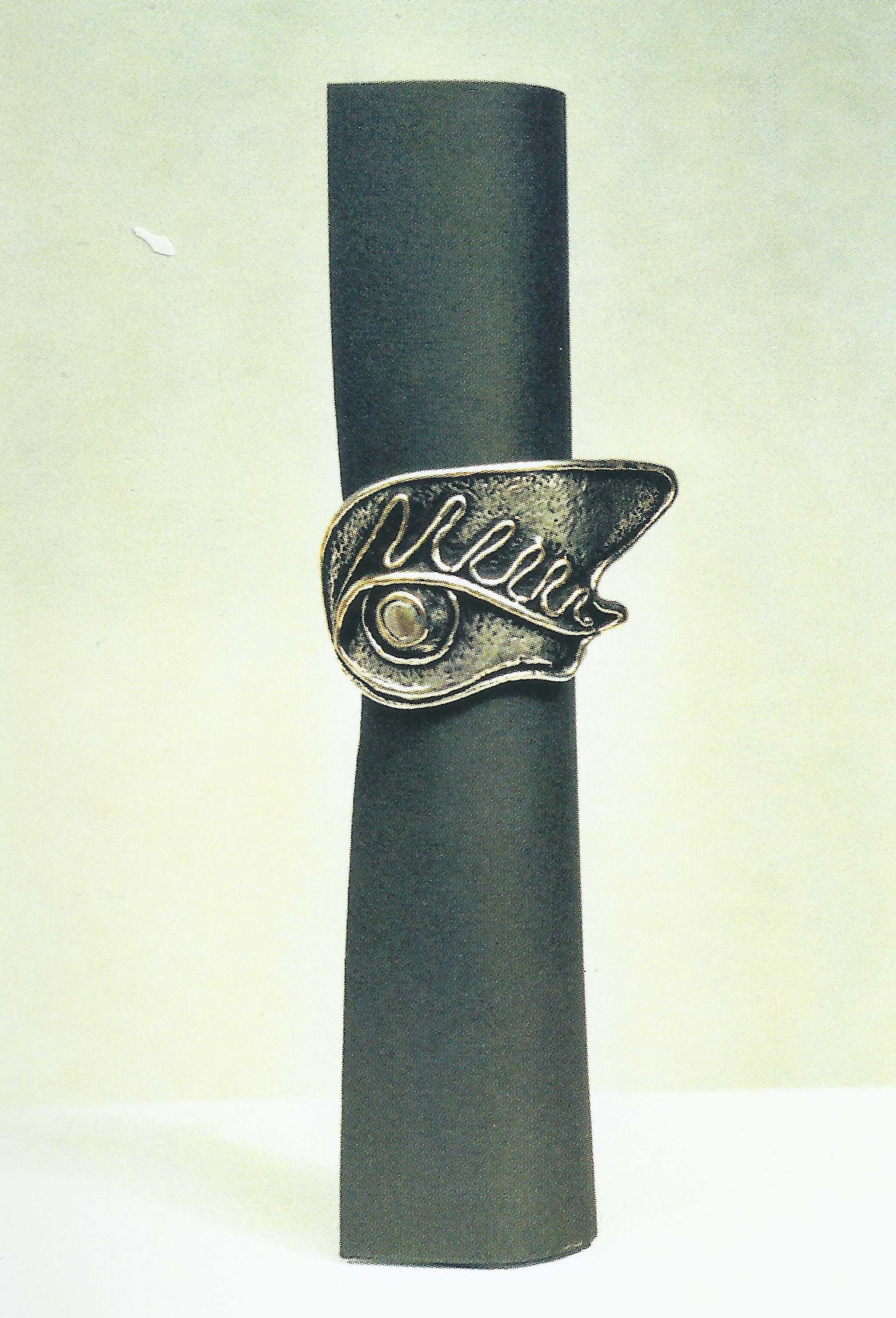
Flügelauge, 2002
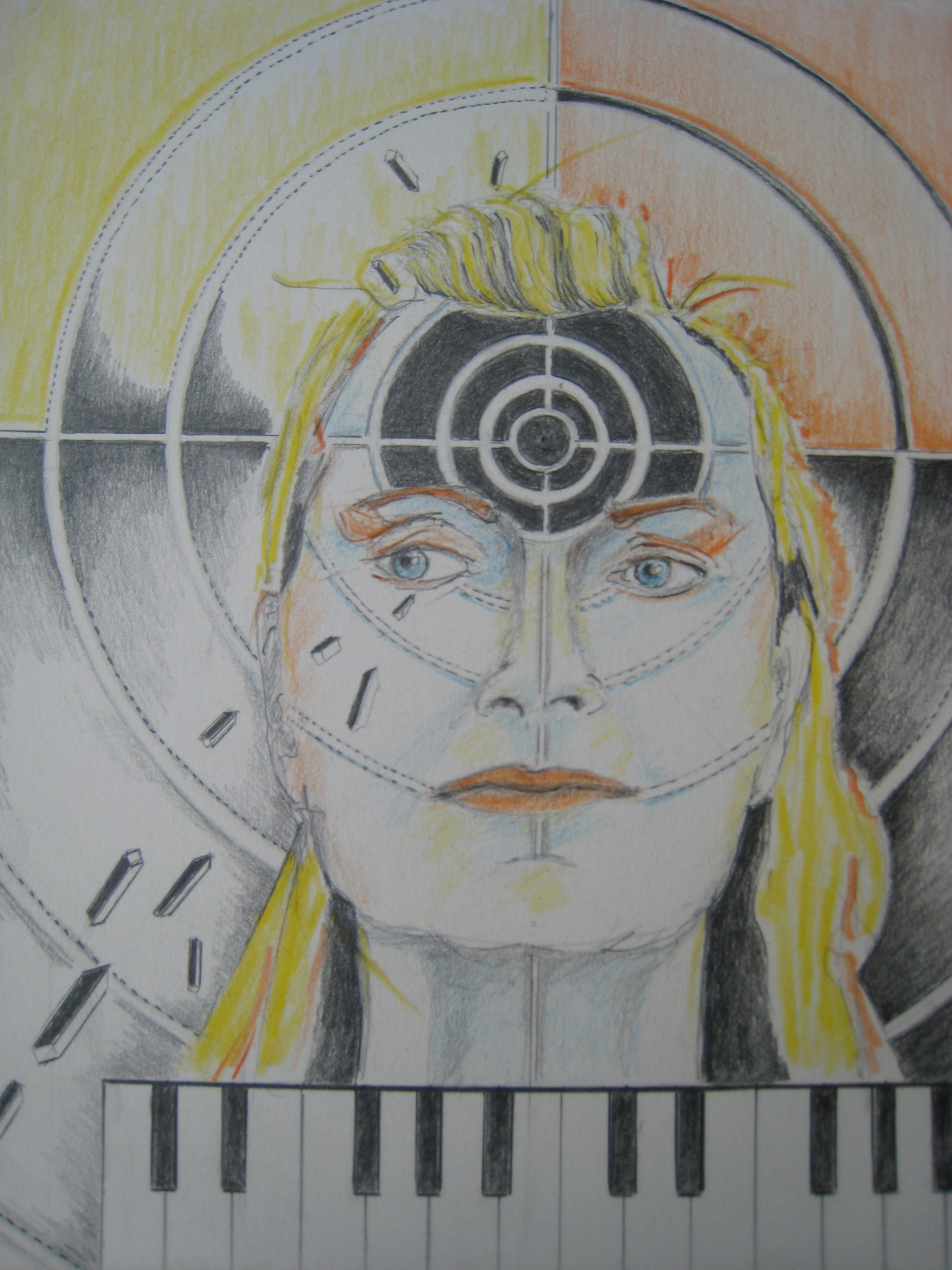
Volltreffen, disegno, 2004
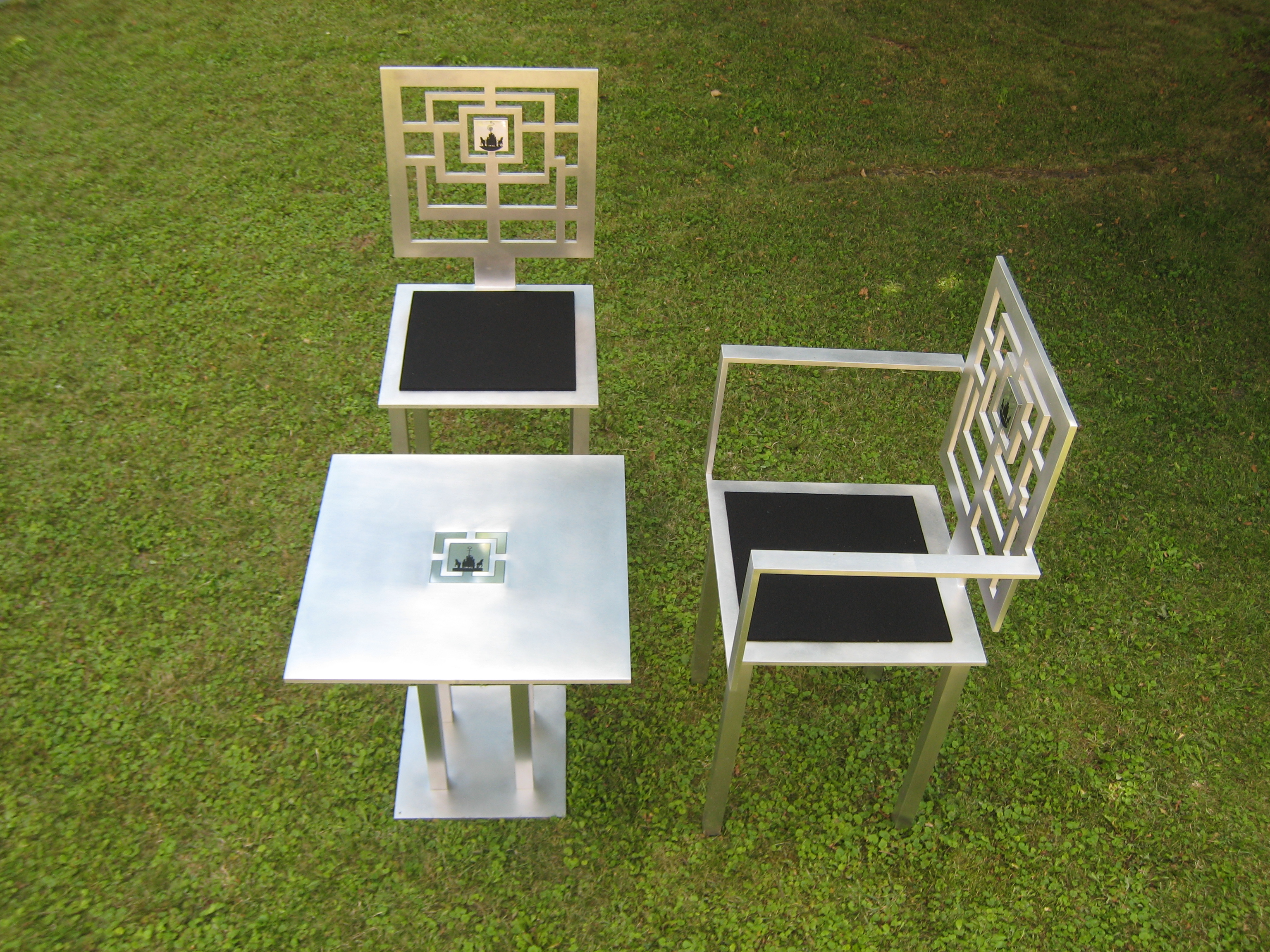
Berliner Tisch und Berliner Stühle II+III, 2009
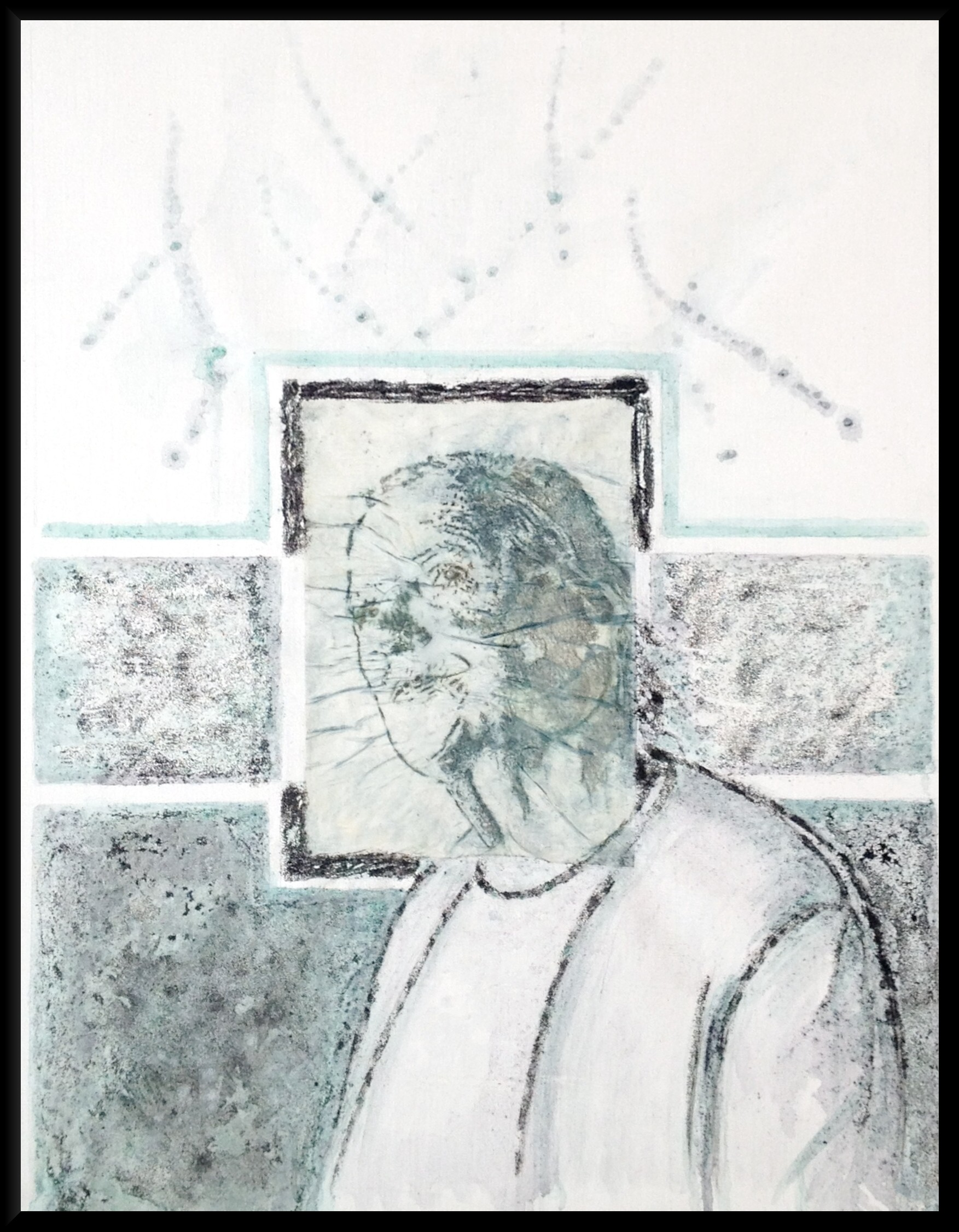
Hildegard Ruoff, 2014

## Filmografia
- Ursula Stock – Quadriga zügellos. Brandenburger Torheiten. Irrgarten möbliert, realizzato da Horst e Renate Seba, 2008, 7 min. ca.
- Ursula Stock – Freie Arbeiten. Brunnen. Berlin, realizzato da Horst e Renate Seba, 2008, 24 min. ca.